# Região geoeconômica Nordeste do Brasil

Mapa da Região geoeconômica Nordeste do Brasil.

A região geoeconômica do Nordeste do Brasil é a área de povoamento europeu mais antigo e atualmente é a segunda do país em população e em PIB. Tem uma área de aproximadamente 1.542.271 km², o que representa 20% do território brasileiro. Inclui todo o Nordeste da divisão oficial (menos a metade oeste do Maranhão) e o norte de Minas Gerais, onde se localizam as mesorregiões mineiras Norte de Minas e Vale do Jequitinhonha.
A maior parte de seu território é formada por extenso planalto, antigo e aplanado pela erosão. Em função das diferentes características físicas que apresenta, a região encontra-se dividida em quatro sub-regiões: meio-norte, sertão, agreste e zona da mata, tendo níveis muito variados de desenvolvimento humano ao longo de suas zonas geográficas.
Esta região já representou por séculos mais da metade da demografia e economia do país, mas acabou perdendo espaço.

## Geografia

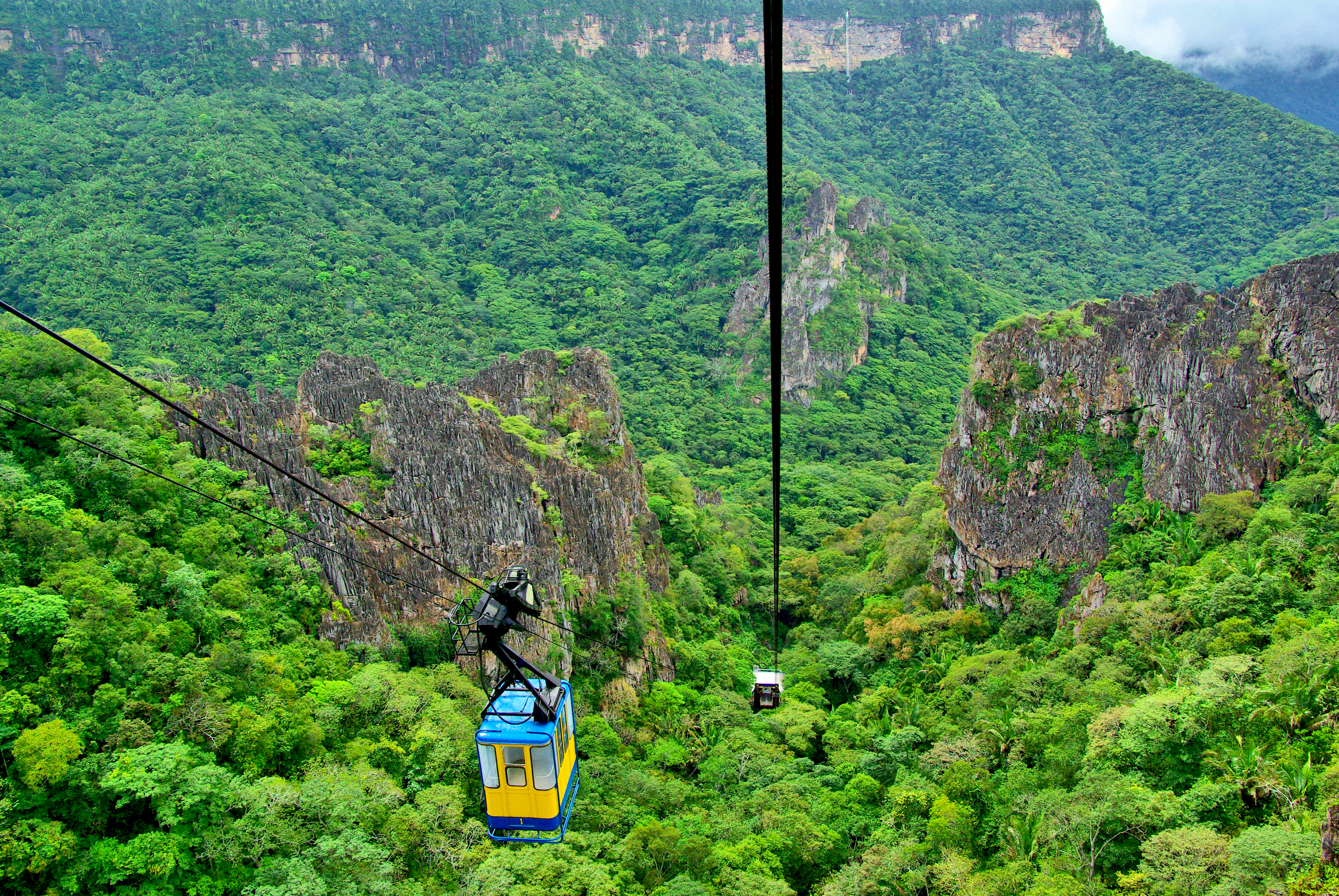
Parque Nacional de Ubajara, no estado do Ceará.

### Relevo
O relevo nordestino é caracterizado por planaltos, depressões e planícies. Na porção oeste estão localizados os planaltos e chapadas da bacia do rio Parnaíba; na região central está a depressão que ocupa a maior parte do Nordeste (causada pelo rio São Francisco), a Chapada Diamantina (na Bahia) e, na divisa entre os estados do Ceará, Pernambuco e Piauí, a Chapada do Araripe; e no litoral estão as planícies e tabuleiros, e, numa parte leste (mas não no litoral), está o planalto da Borborema, que é um dos principais responsáveis pela seca pois impede as chuvas de chegarem ao sertão.

### Hidrografia
A rede fluvial do Nordeste é composta por muitos rios temporários, que secam durante boa parte do ano. O rio principal, o Rio São Francisco, é um dos maiores do Brasil, e corta desde o sul da região, passa pelo interior e deságua no Oceano Atlântico. Ele é de extrema importância para o nordeste, pois é a salvação para milhões de habitantes do sertão nordestino. Também é muito utilizado para transporte de cargas e pessoas, irrigação de lavouras.

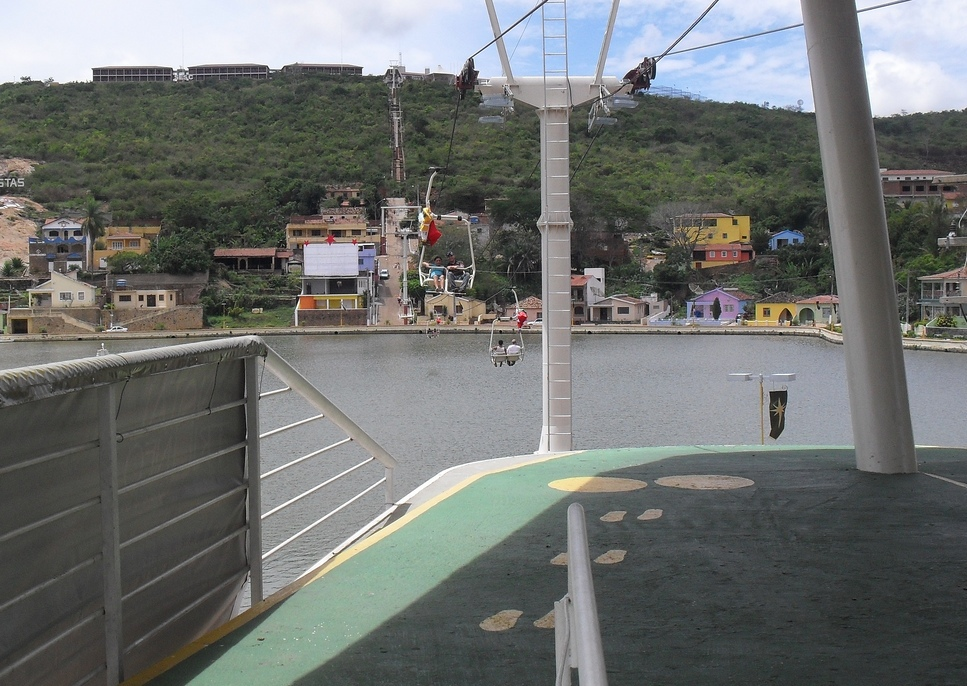
Triunfo, no estado de Pernambuco, tem temperatura amena apesar de estar localizada no Semiárido. Isso é possível graças à sua altitude (1.004m), uma das mais elevadas do sertão. No inverno, a temperatura pode chegar a 8°C durante a madrugada na cidade.

### Clima
A Região geoeconômica do Nordeste do Brasil apresenta média de anual de temperatura entre 20° e 28° C. Nas áreas situadas acima de 200 metros e no litoral oriental as temperaturas variam de 24° a 26 °C. As médias anuais inferiores a 20 °C encontram-se nas áreas mais elevadas da chapada Diamantina e do planalto da Borborema. Existem três climas predominantes: o tropical úmido, presente no litoral do Nordeste; o tropical, presente entre o semiárido e o litoral e em parte do Norte de Minas Gerais; e o semiárido, presente em todo o Sertão.
O clima na região é predominantemente tropical em razão da proximidade com a linha do equador. O relevo contribui para a formação do clima semiárido na região central, e no litoral encontramos o clima tropical úmido.
O clima tropical é caracterizado por médias de temperaturas muito elevadas, e com muitas chuvas numa parte do ano, e seca na outra parte. O semiárido é um clima de altas temperaturas, e poucas chuvas, distribuídas de formas irregulares durante o ano. Também conhecido como polígono das secas.

### Vegetação

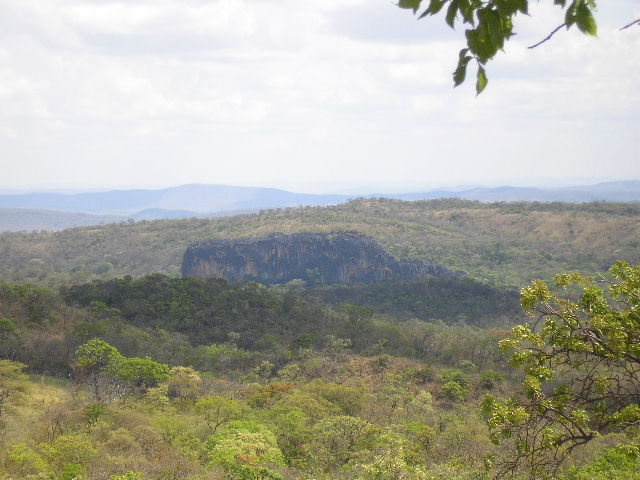
Cerrado, no norte de Minas Gerais.

O Complexo Regional do Nordeste tem uma vegetação que reflete quase que fielmente as características climáticas. Na área em que o clima é o tropical, com altas temperaturas o ano todo, e uma estação de seca e outra chuvosa, a vegetação encontrada é a de cerrado, caracterizada por árvores de pequeno porte e arbustos.
Na faixa de terra em que se encontra o clima semiárido, está a caatinga, bioma considerado exclusivo do Brasil. As altas temperaturas e a pouca quantidade de chuvas faz com que a vegetação tenha um aspecto semidesértico, com cactos e plantas adaptadas às estiagens (xerófilas, herbáceas, arbustos, etc). A caatinga é também vegetação variada, encontrando-se formas de vegetação mais herbáceas, arbustivas ou arbóreas, a depender das condições climáticas e de solo da região.
Na zona oeste se encontra a Mata dos Cocais, onde a proximidade com o clima equatorial ajuda um maior desenvolvimento das plantas. Uma das fontes de renda das pessoas dessa região é a extração de babaçu (das palmeiras de babaçu) e os coqueiros de carnaúba.
Por final, no litoral, onde o clima dominante é o tropical úmido, caracterizado por altas temperaturas também, e altas taxas pluviométricas (em decorrência da grande evaporação de água, por conta do calor). Nela está o tipo de vegetação mais devastado do Brasil, a Mata Atlântica.

## Demografia

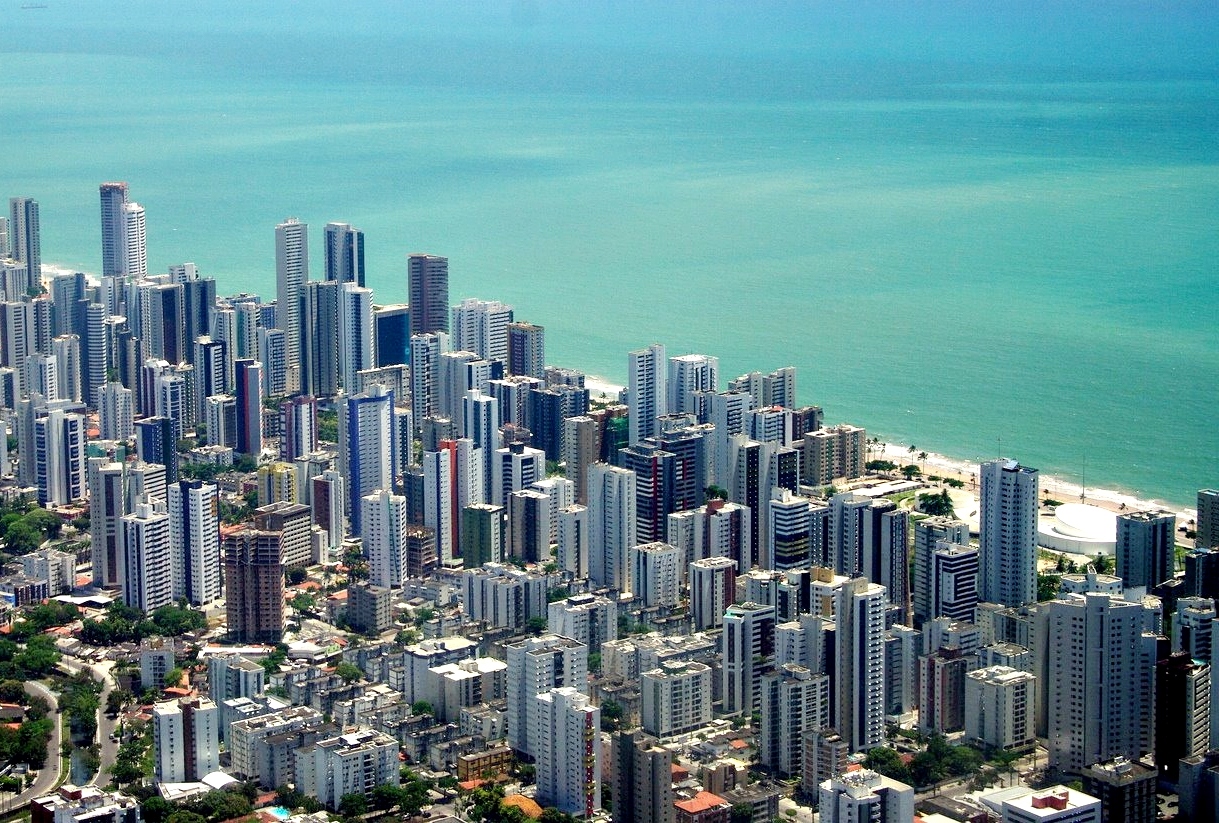
Recife/PE é sede da maior concentração urbana da Região geoeconômica Nordeste do Brasil.

A Região geoeconômica Nordeste do Brasil é a segunda mais populosa, sua população chega a quase 48 milhões de habitantes tendo uma densidade superior a 30 habitantes/km² nas principais cidades, e a maior parte da população se concentra na zona urbana (60,6%).
As maiores regiões metropolitanas, classificadas como metrópoles regionais, são respectivamente a de Região Metropolitana de Fortaleza, a de Região Metropolitana de Salvador e a do Região Metropolitana do Recife.
As maiores cidades da região, em termos populacionais, são: Fortaleza, Salvador, Recife, São Luís, Maceió, Teresina, Natal, João Pessoa, Jaboatão dos Guararapes, Aracaju, Feira de Santana, Campina Grande, Olinda, Montes Claros, Caucaia, Caruaru, Vitória da Conquista, Paulista, Petrolina, Juazeiro, Mossoró, Juazeiro do Norte, Arapiraca, Itabuna e Camaçari.

### Grupos étnicos

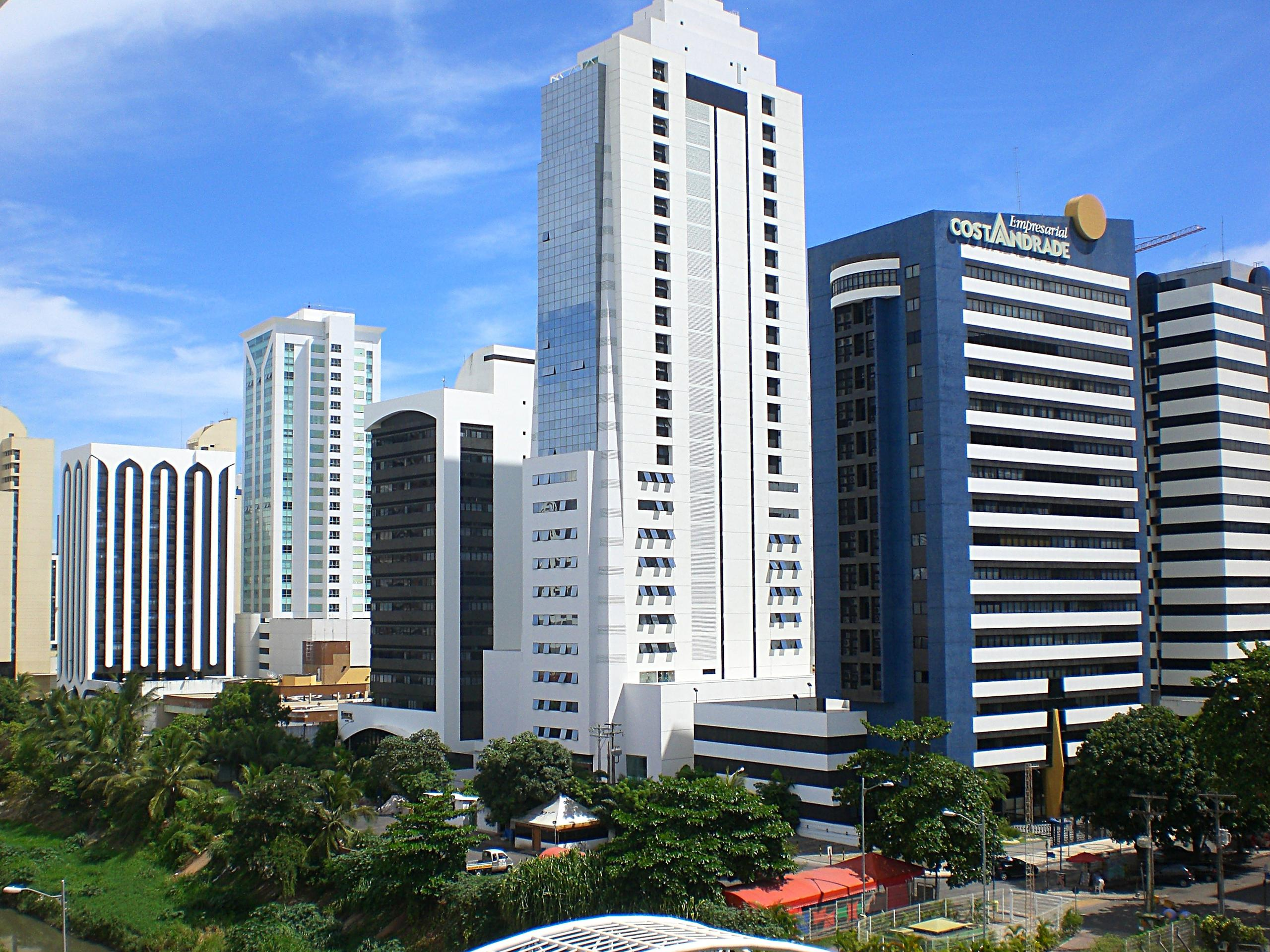
Salvador/BA, segunda maior cidade da Região geoeconômica Nordeste, tem o maior número de afro-descendentes do Brasil.

Para a formação do povo nordestino participaram três etnias: o índio, o europeu e o africano. A grande miscigenação étnica e cultural desses três elementos, que se iniciou ainda no século XVI, foi o pilar para a composição da população do Nordeste, porém essa mistura de raças não aconteceu de forma uniforme. Em algumas regiões, como no Ceará, na Paraíba e no Rio Grande do Norte, predominaram os caboclos, uma vez que, sendo predominantemente semiáridos, a escravidão de africanos foi relativamente irrelevante nas sociedades aí estabelecidas. Já em outras, como a Bahia, os mulatos predominam. Os cafuzos, por sua vez, são muito comuns no Maranhão.
Em torno de um quarto dos nordestinos tem ancestralidade predominantemente europeia, sobretudo portuguesa. Pesquisas genéticas recentes feitas por um laboratório genético brasileiro descobriu que 19% desses nordestinos ancestralidade predominantemente europeia têm alguma ancestralidade holandesa.[carece de fontes?] Entre nordestinos de outras etnias, a influência genética holandesa não foi avaliada, mas é presente.

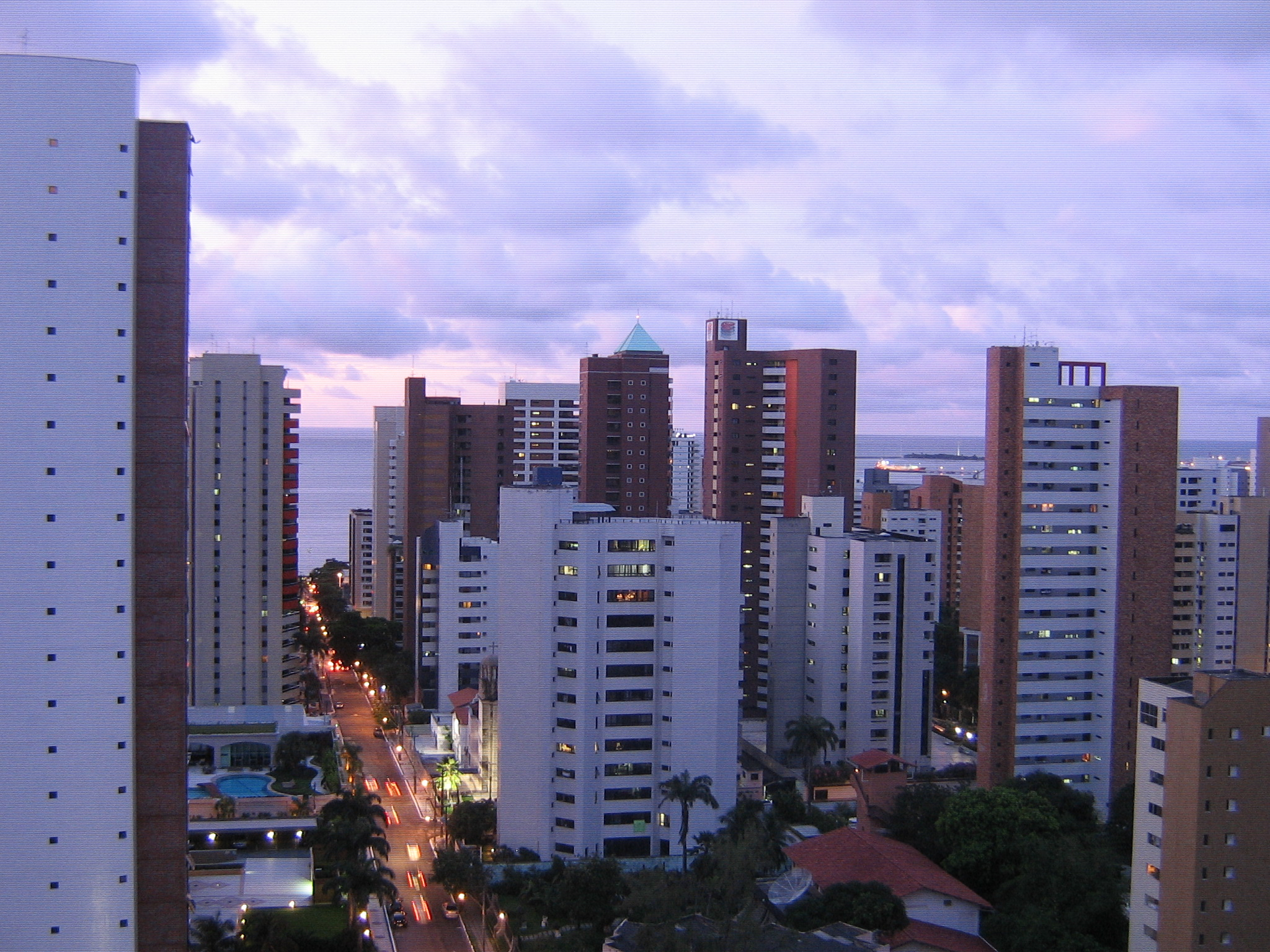
Fortaleza/CE, maior cidade da Região geoeconômica Nordeste.

Cena comum no interior do Nordeste brasileiro são nordestinos fugindo da seca. Nos últimos anos, a emigração para outras regiões do Brasil parece ter arrefecido bastante, depois de ter atingido seu ápice por volta dos anos 1960 e 1970.

### Distribuição populacional
Assim como acontece em todo o território brasileiro, a população nordestina é mal distribuída, cerca de 60,6% dela fica concentrada na faixa litorânea (zona da mata) e nas principais capitais. Já no sertão nordestino e interior os níveis de densidade populacional são mais baixos, isso por causa do clima, da vegetação da caatinga e do sertão, a falta de infraestrutura e emprego que leva uma parcela da população do interior a migrar para o litoral e para outras regiões.

## Economia

### Setor primário

#### Agricultura

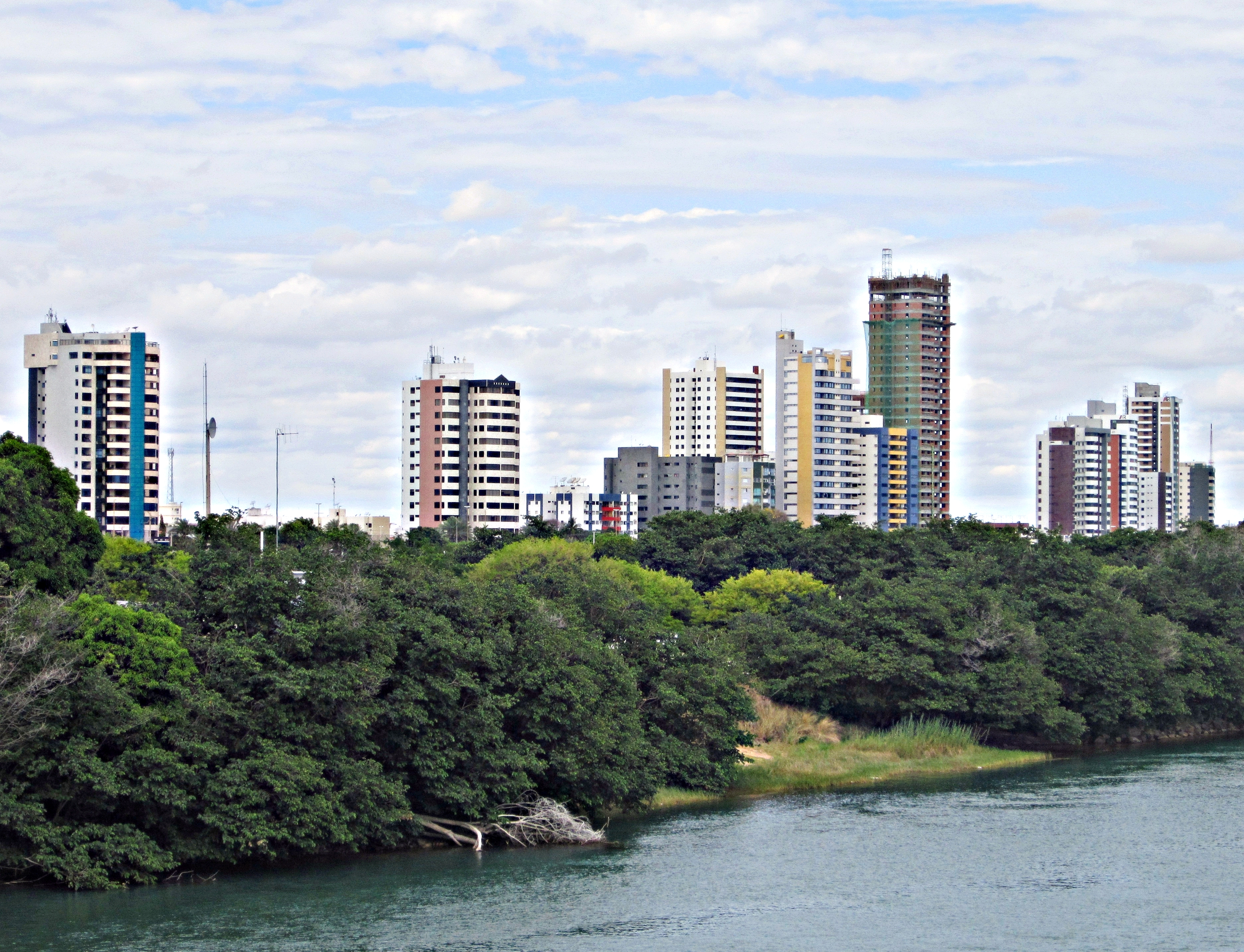
Petrolina, no Sertão de Pernambuco, é sede da RIDE Petrolina e Juazeiro, maior exportadora de frutas e segundo maior polo vitivinicultor do Brasil graças ao uso de modernas técnicas de irrigação. É o maior aglomerado urbano do interior da região geoeconômica Nordeste.

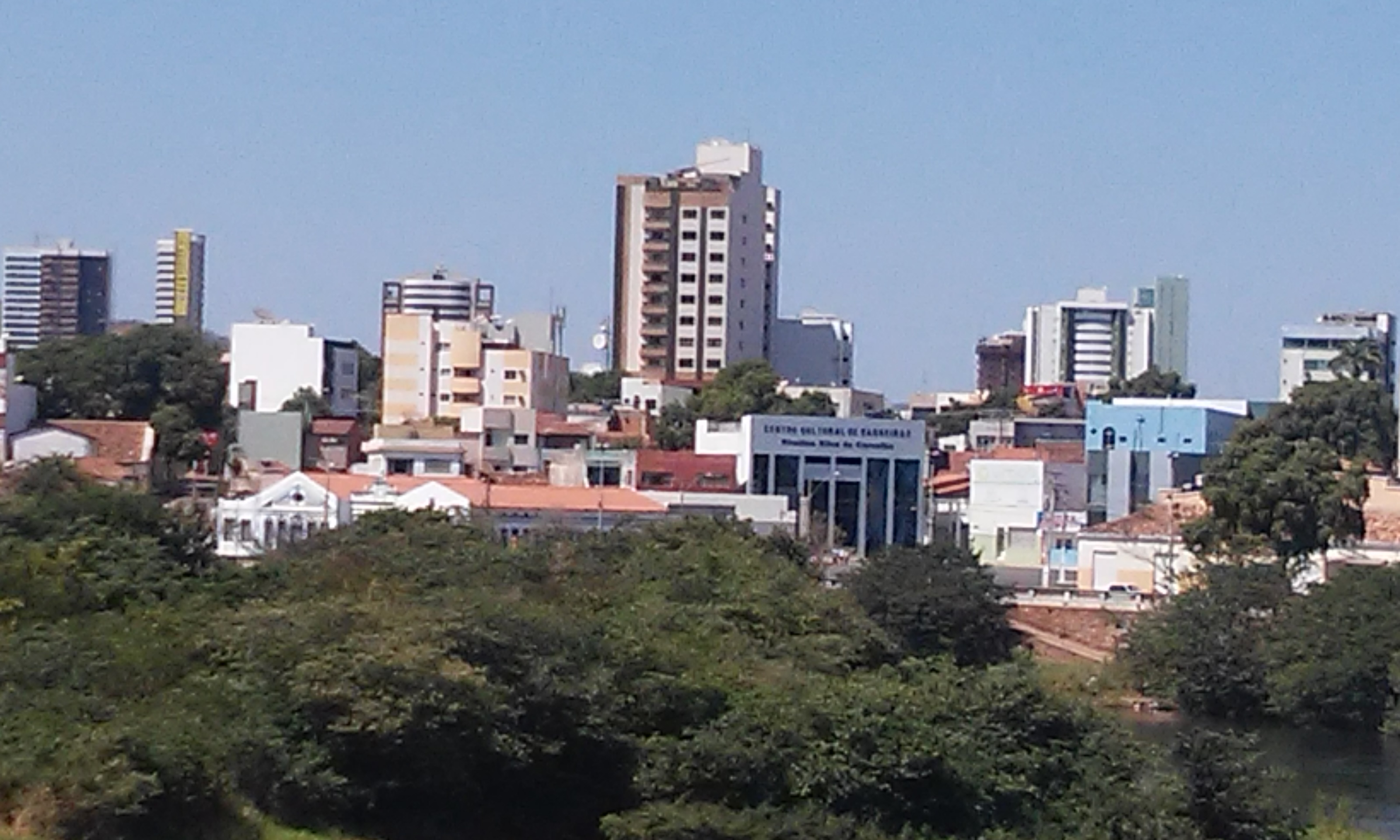
Barreiras, é a principal cidade do Oeste da Bahia e está localizada no MATOPIBA, a maior e mais importante fronteira agrícola do nordeste brasileiro.

A cana-de-açúcar é o principal produto agrícola da região, produzido principalmente por Alagoas, Pernambuco e Paraíba. Também é importante destacar os plantios de soja (Bahia, Maranhão e Piauí), algodão (Bahia, Ceará, Paraíba e Rio Grande do Norte), tabaco (Alagoas e Bahia) e caju (Piauí, Paraíba e Ceará), além de uvas finas, manga, melão, acerola e outros frutos para consumo interno e exportação (Pernambuco, Bahia e Rio Grande do Norte). Destacam-se ainda os plantios de Cacau em Ilhéus e Itabuna e de feijão em Irecê, no estado da Bahia.

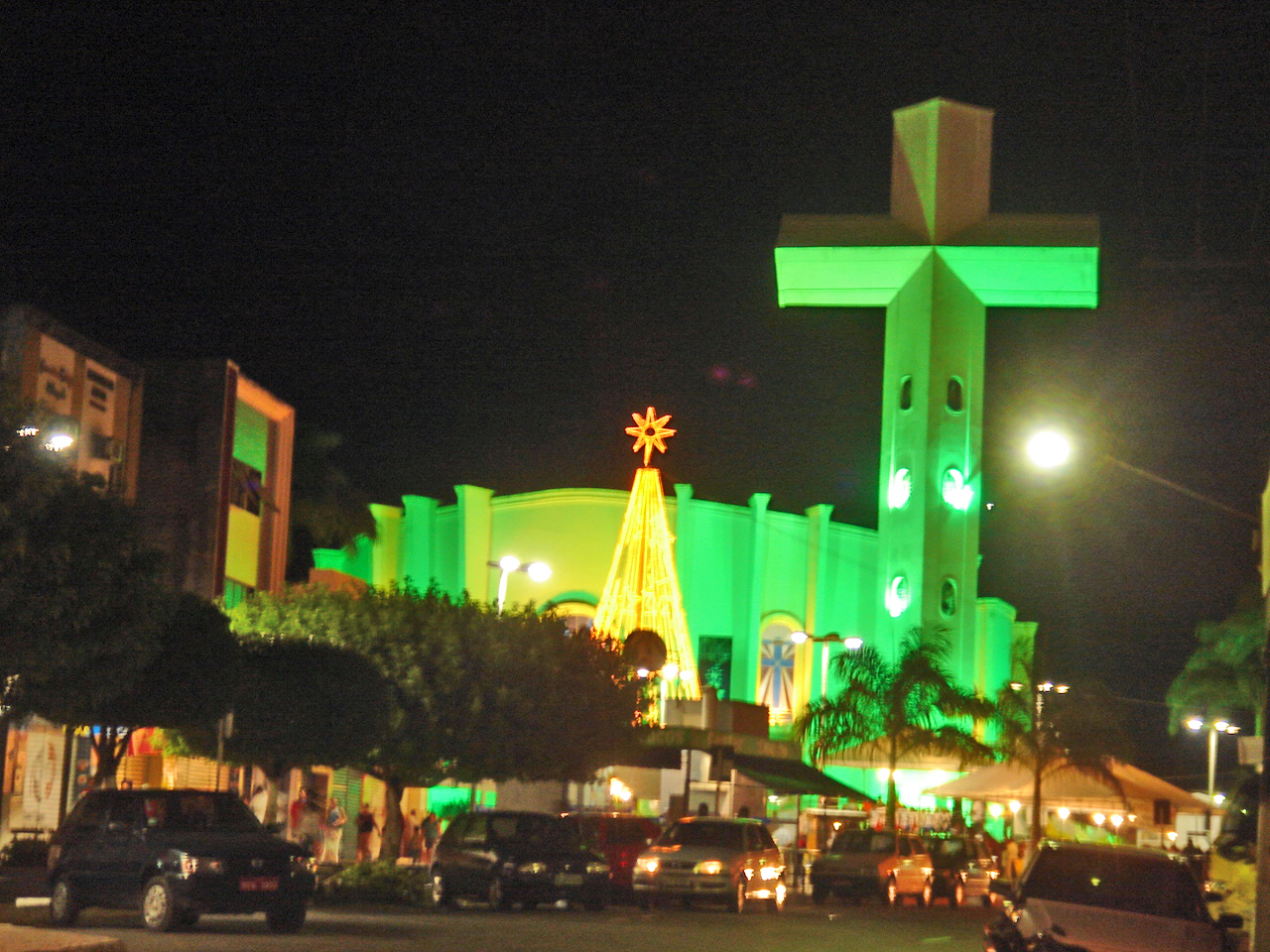
Arapiraca, no Agreste de Alagoas, maior produtor de fumo do país.

No sertão nordestino os projetos de irrigação viabilizaram o avanço de uma moderna agricultura: a fruticultura para exportação e produção de vinho, presente principalmente na área em torno de Petrolina em Pernambuco e Juazeiro na Bahia e na área do vale do Rio Açu no Rio Grande do Norte, beneficiada pela grande insolação, pela mão de obra barata e pela existência de solos com alta fertilidade mineral. A RIDE Petrolina e Juazeiro é o maior exportador de frutas e o segundo maior pólo vitivinicultor do Brasil. Ainda predomina no Semiárido, no entanto, a agricultura de subsistência, prejudicada, às vezes, pelas constantes estiagens.
No oeste da Bahia, no sudoeste do Piauí e no sul do Maranhão, o avanço da fronteira agrícola ocorre sobretudo com a soja, mas também com arroz, milho e algodão. Na Bahia, destacam-se as cidades de Barreiras, São Desidério e Luís Eduardo Magalhães, tendo as duas últimas PIB per capita entre os maiores do Brasil. No Piauí, destacam-se as cidades de Uruçuí, Bom Jesus e Ribeiro Gonçalves. No Maranhão, o desenvolvimento é facilitado pelas excelentes condições de logística da região para exportação. Desde 1992, quando começou a funcionar o Corredor de Exportação Norte, toda a produção agrícola do sul do Maranhão passou a escoar para o Porto de Ponta da Madeira, em São Luís, por um longo trecho de estrada de ferro operado pela Companhia Vale do Rio Doce. O cultivo nessa área é realizado em fazendas altamente mecanizadas, com os melhores índices de produtividade agrícola por hectare no Brasil.[carece de fontes?] Tem ainda como benefício a menor distância em relação ao mercado europeu.

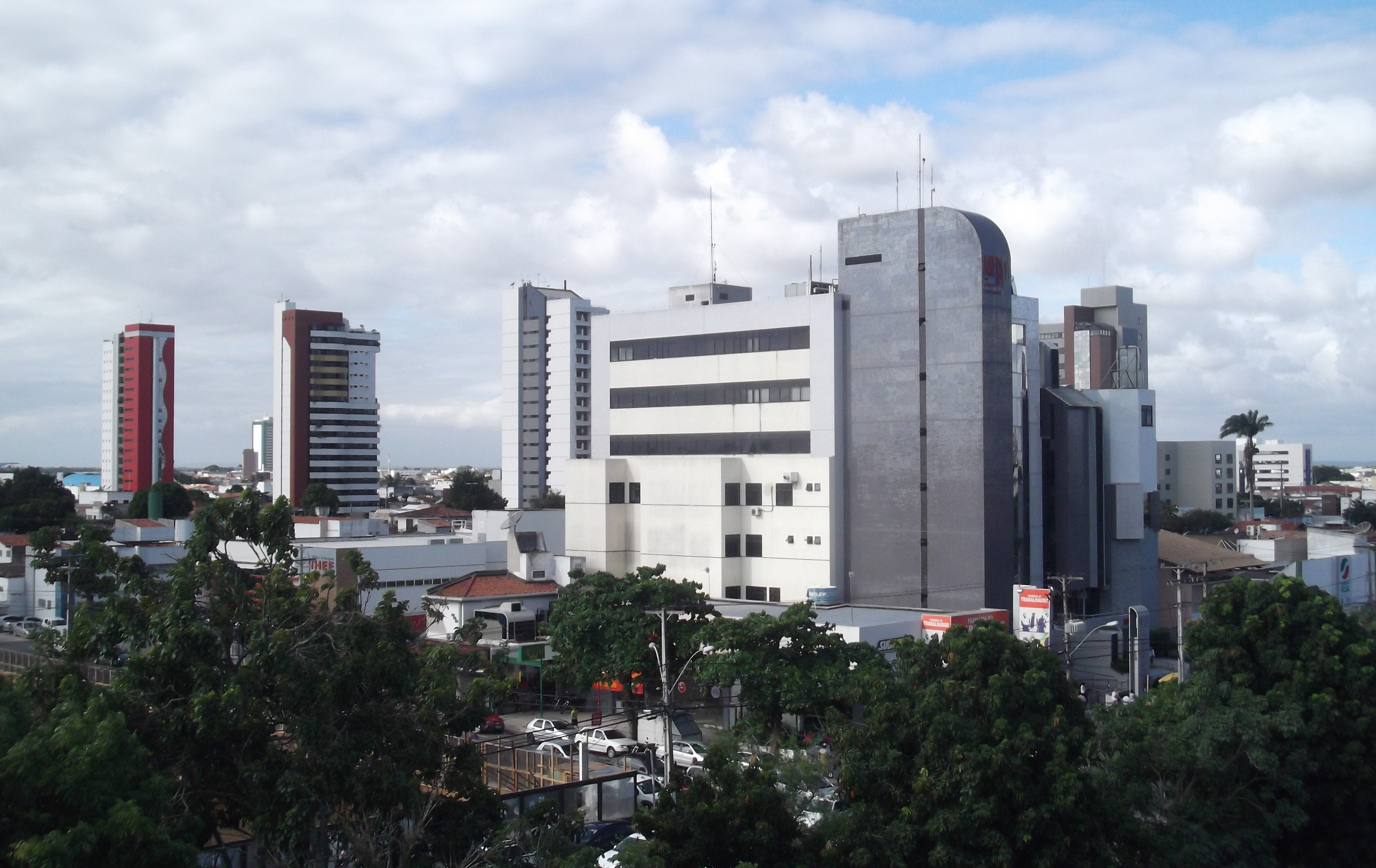
Feira de Santana, no Agreste da Bahia, é a cidade mais populosa do interior nordestino. Foi originada a partir de uma feira de gado.

#### Pecuária
Na região se cria principalmente gado. Os maiores rebanhos bovinos estão na Bahia (10.229.459 cabeças), seguido por Maranhão (5.592.007), Ceará (2.105.441), Pernambuco (1.861.570) e Piauí (1.560.552). No sertão os produtores têm muitas vezes prejuízos devido às constantes secas. Também existem criações de caprinos, que são mais resistentes, suínos, ovinos e aves.
As feiras de gado são comuns nas cidades do agreste nordestino. Foram estas feiras que deram origem a cidades como Campina Grande, Feira de Santana e Caruaru.

### Setor secundário

#### Indústria

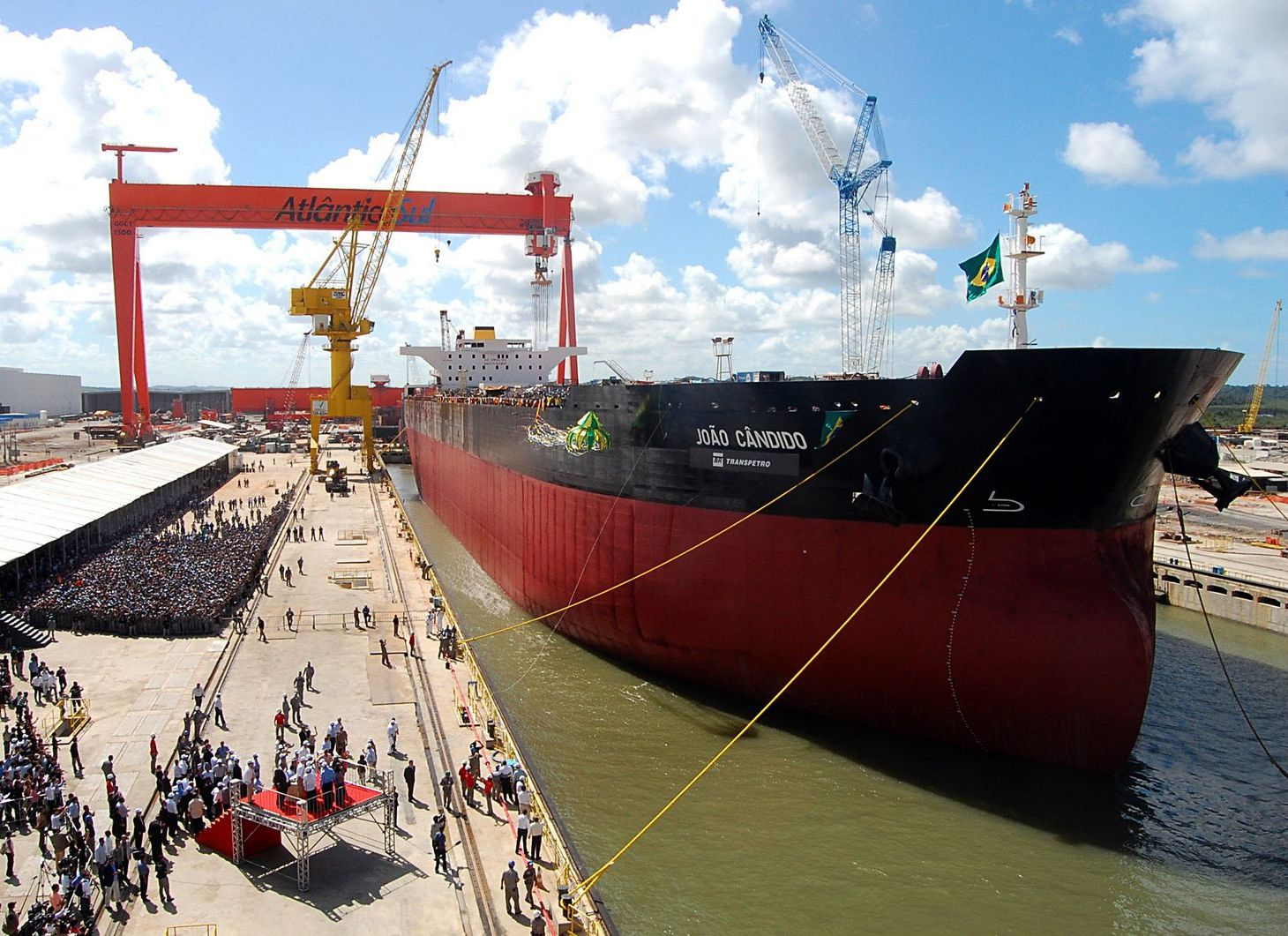
O Complexo Industrial de Suape, em Pernambuco, abriga empreendimentos como o Estaleiro Atlântico Sul, maior estaleiro do Hemisfério Sul. O petroleiro João Cândido (na foto) foi o primeiro navio lançado pela indústria naval pernambucana.

A indústria é mais forte e diversificada em regiões metropolitanas como a do Recife, a de Salvador e a de Fortaleza. Excetuando as capitais, tem-se a região de Campina Grande no estado da Paraíba, a região de Caruaru no estado de Pernambuco, a região de Feira de Santana no estado da Bahia, e a região de Montes Claros no Norte de Minas Gerais.

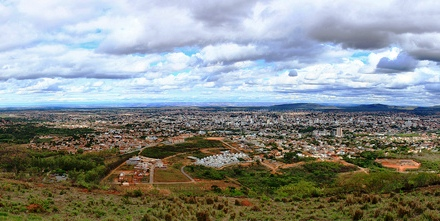
Montes Claros, na mesorregião mineira Norte de Minas, é uma importante cidade do interior da Região geoeconômica do Nordeste do Brasil. Seu raio de influência abrange todo o norte de Minas Gerais e parte do sul da Bahia.

Destaca-se a produção de aços especiais, produtos eletrônicos, equipamentos para irrigação, barcos, navios, cascos para plataformas de petróleo, automóveis, baterias, chips, softwares e produtos petroquímicos, além de produtos de marca com valor agregado, calçados de couro e de lona e tecidos de todos os tipos. O pólo gesseiro de Araripina, em Pernambuco, é o mais importante do país, respondendo por 95% da produção brasileira; e o estado do Rio Grande do Norte produz 95% do sal marinho consumido no Brasil.
O Complexo Industrial Portuário de Suape poderá triplicar o PIB de Pernambuco até 2030. Abriga empresas como o Estaleiro Atlântico Sul (maior estaleiro do Hemisfério Sul) e central de logística da General Motors. A Fiat lançou em Suape, no final de 2010, a pedra fundamental de sua nova fábrica, a terceira da marca na América Latina. A pedra fundamental da Refinaria Abreu e Lima foi lançada em 2005. A Companhia Petroquímica de Pernambuco (PetroquímicaSuape) iniciou a pré-operação da unidade de polímeros e fios de poliéster em 2010.

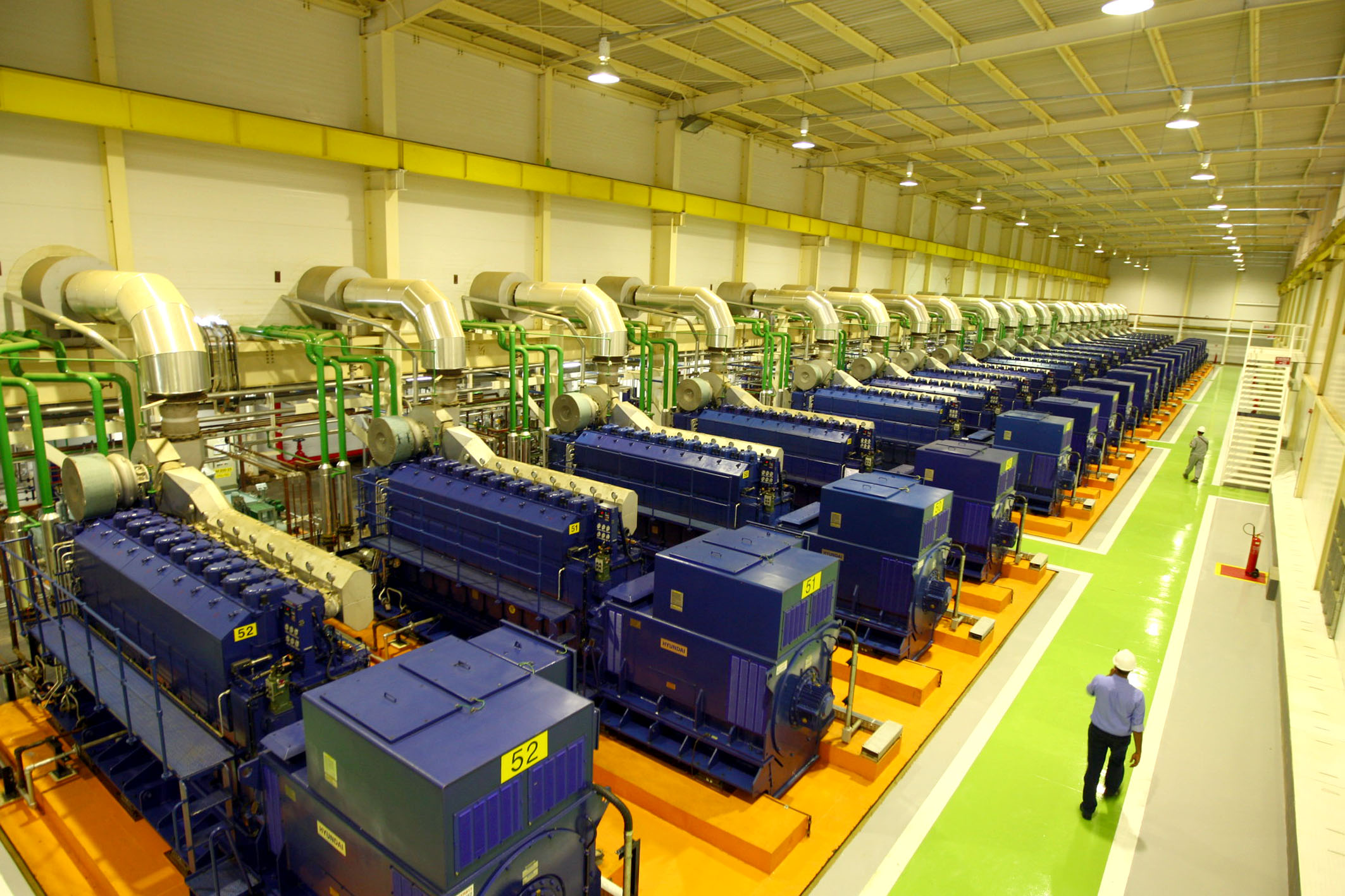
O Polo Petroquímico de Camaçari, no estado da Bahia, é o maior complexo industrial integrado do Hemisfério Sul.

A matriz da multinacional pernambucana Baterias Moura está localizada na cidade de Belo Jardim. A Baterias Moura fornece baterias para a metade dos carros fabricados no Brasil. O conglomerado pernambucano Queiroz Galvão reúne mais de 50 empresas nos segmentos de Construção, Desenvolvimento Imobiliário, Alimentos, Participações e Concessões, Óleo e Gás, Siderurgia e Engenharia Ambiental. O grupo está presente em todos os estados brasileiros assim como em países da América Latina e da África, exportando seus produtos para Estados Unidos, Canadá e Europa, e empregando cerca de 30.000 trabalhadores.
O Polo Industrial de Camaçari, no estado da Bahia, é o maior complexo industrial integrado do Hemisfério Sul. Abriga, entre outras empresas, uma fábrica da Ford, a primeira montadora de automóveis da Região Nordeste. A empresa baiana Odebrecht (atual Novonor), conglomerado fundado pelo empresário pernambucano Norberto Odebrecht, tem como sede na cidade de Salvador. É a maior empresa no ramo petroquímico e de construção da América Latina, com faturamento anual R$ 31,4 bilhões. É a maior exportadora de serviços do Brasil, e há mais de seis anos está entre as cinco maiores construtoras mundiais de hidrelétricas, usinas nucleares, aeroportos, instalações petrolíferas, plataformas petrolíferas tanto marinhas quanto terrestres e estações de tratamento de água. A Organização Odebrecht é formada pela Odebrecht S.A., que administra a Construtora Norberto Odebrecht S.A., Foz do Brasil (Saneamento Básico e tratamento de resíduos industriais), Braskem S.A. Petroquímica, Odebrecht Empreendimentos Imobiliários S.A. (controladora da Bairro Novo Empreendimentos Imobiliários Ltda.) e a Odebrecht Investimentos em Infraestrutura Ltda. A Odebrecht presta serviços de Engenharia e Construção na maioria dos países da América do Sul, na América Central, nos Estados Unidos, em Angola, em Portugal e no Oriente Médio.

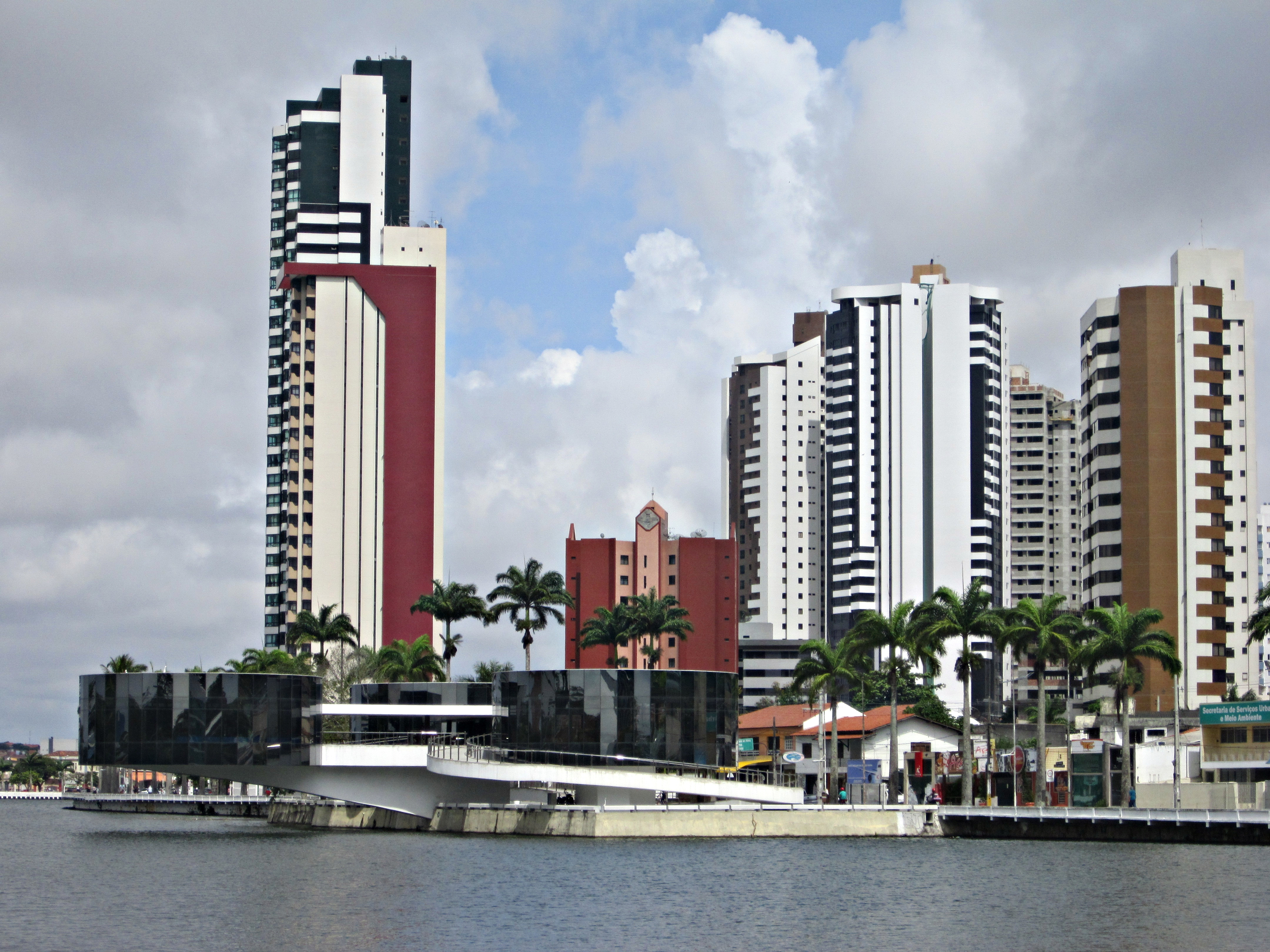
Campina Grande, no Agreste da Paraíba, é um importante polo industrial e tecnológico nordestino.

Outro complexo industrial baiano que merece destaque é o Centro Industrial de Aratu (CIA). Em sua área encontra-se em operação o Porto de Aratu, além de empreendimentos dos segmentos químico, metalmecânico, calçadista, alimentício, metalúrgico, moveleiro, de minerais não metálicos, plásticos, fertilizantes, eletroeletrônicos, bebidas, logística, têxtil, serviços e comércio. Também na Bahia está localizada a Refinaria Landulpho Alves, segunda maior refinaria de petróleo do Brasil.

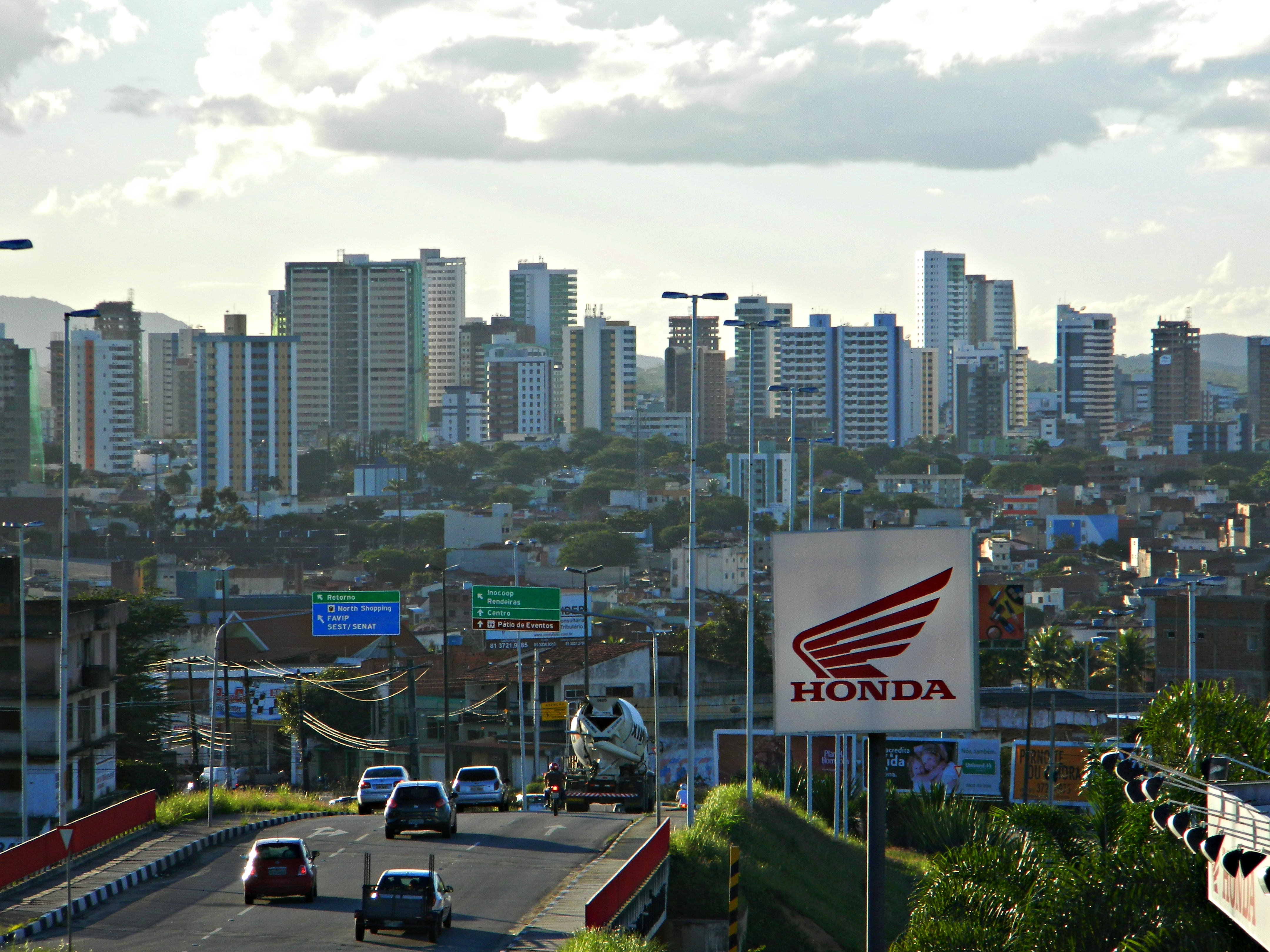
Caruaru, no Agreste de Pernambuco, é o segundo maior polo de confecções do Brasil.

No Ceará, o forte crescimento na produção de fios têxteis, tecidos e peças de vestuário em 2010 tornou o estado o 4º maior polo têxtil do Brasil. O Distrito Industrial de Maracanaú é o maior centro industrial do Ceará. Outro importante centro industrial no estado é o Complexo Industrial do Pecém, que se encontra em forte expansão. Na capital, Fortaleza, os segmentos mais fortes da indústria são a produção de calçados, produtos têxteis, couros, peles e alimentos, notadamente derivados do trigo, além da extração de minerais. No interior, Juazeiro do Norte se destaca como o 3º maior polo calçadista do país. A companhia de alimentos cearense M. Dias Branco é líder no ramo de massas alimentícias no Brasil, detendo 14% do mercado brasileiro de biscoitos e 20% do de massas; e a J. Macêdo, também oriunda do Ceará, atua no mercado de moagem de trigo, sendo a segunda maior do ramo no país.

##### Indústria petrolífera

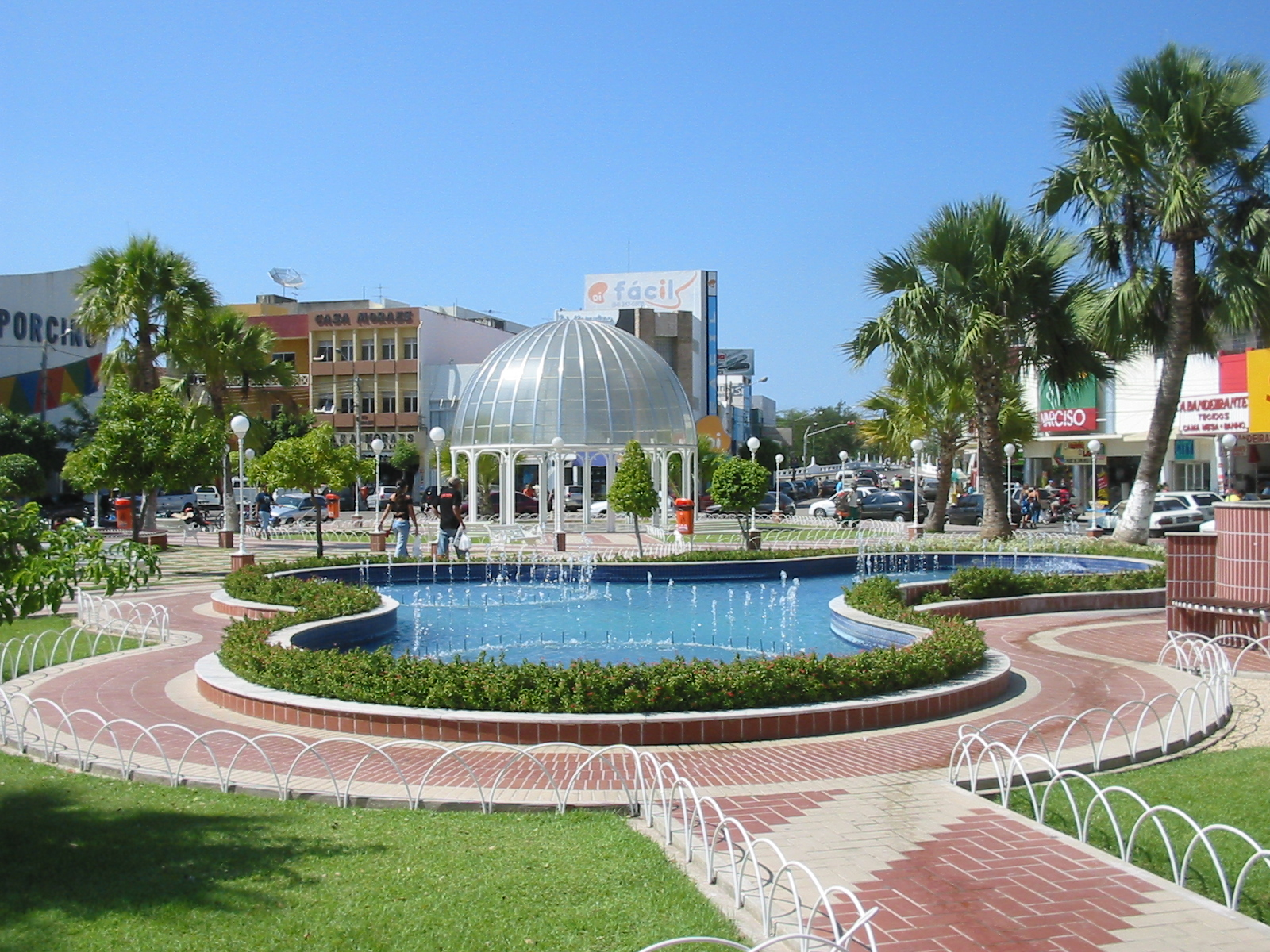
Mossoró, segunda maior cidade do estado do Rio Grande do Norte e o maior produtor de petróleo em terra do Brasil.

Por ter sido palco da descoberta da primeira jazida de petróleo (em Lobato, Salvador), a região Nordeste tem uma produção histórica de petróleo. O petróleo é explorado no litoral e na plataforma continental de vários estados da região e processado na Refinaria Landulfo Alves, em São Francisco do Conde, e no Polo Petroquímico de Camaçari, ambos no estado da Bahia. Recentemente foi lançada a pedra fundamental da Refinaria Abreu e Lima em Pernambuco e descoberto petróleo em Sousa, no sertão paraibano.
Os principais produtores nordestinos de Petróleo são o Rio Grande do Norte (que em 1997 era o 2º maior produtor petrolífero do país), a Bahia e Sergipe, sendo que nos dois últimos as principais bacias estão no mar.
Destaque também para o gás natural, que é abundante na região. Somente a bacia Alagoas/Sergipe vai durar por cerca de 120 anos.

##### Recursos energéticos

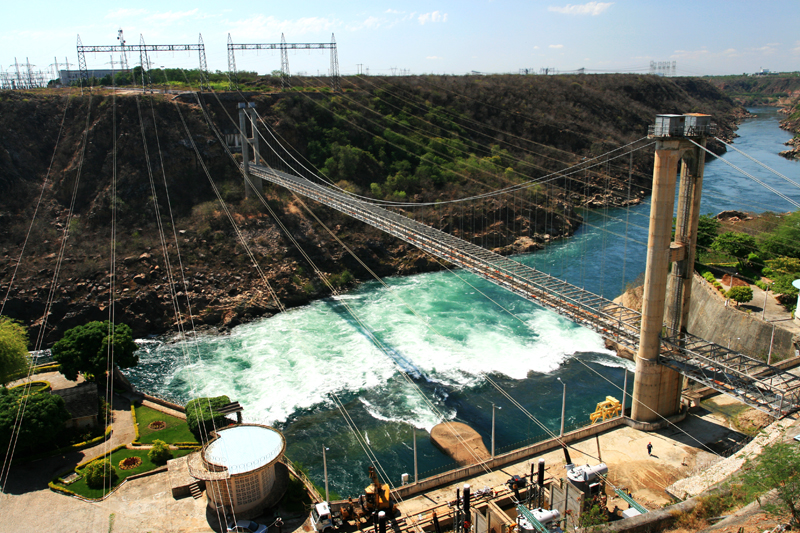
Complexo Hidrelétrico de Paulo Afonso, na Bahia.

Em Recife, Pernambuco, está localizada a sede da Eletrobras Chesf, sociedade anônima de capital fechado que atua na geração e transmissão de energia em alta e extra-alta tensão, explorando a bacia hidrográfica do rio São Francisco. Esta empresa produz, transmite e comercializa energia elétrica para a Região Nordeste, atendendo tradicionalmente a oito estados: Bahia, Sergipe, Alagoas, Pernambuco, Paraíba, Rio Grande do Norte, Ceará e Piauí.

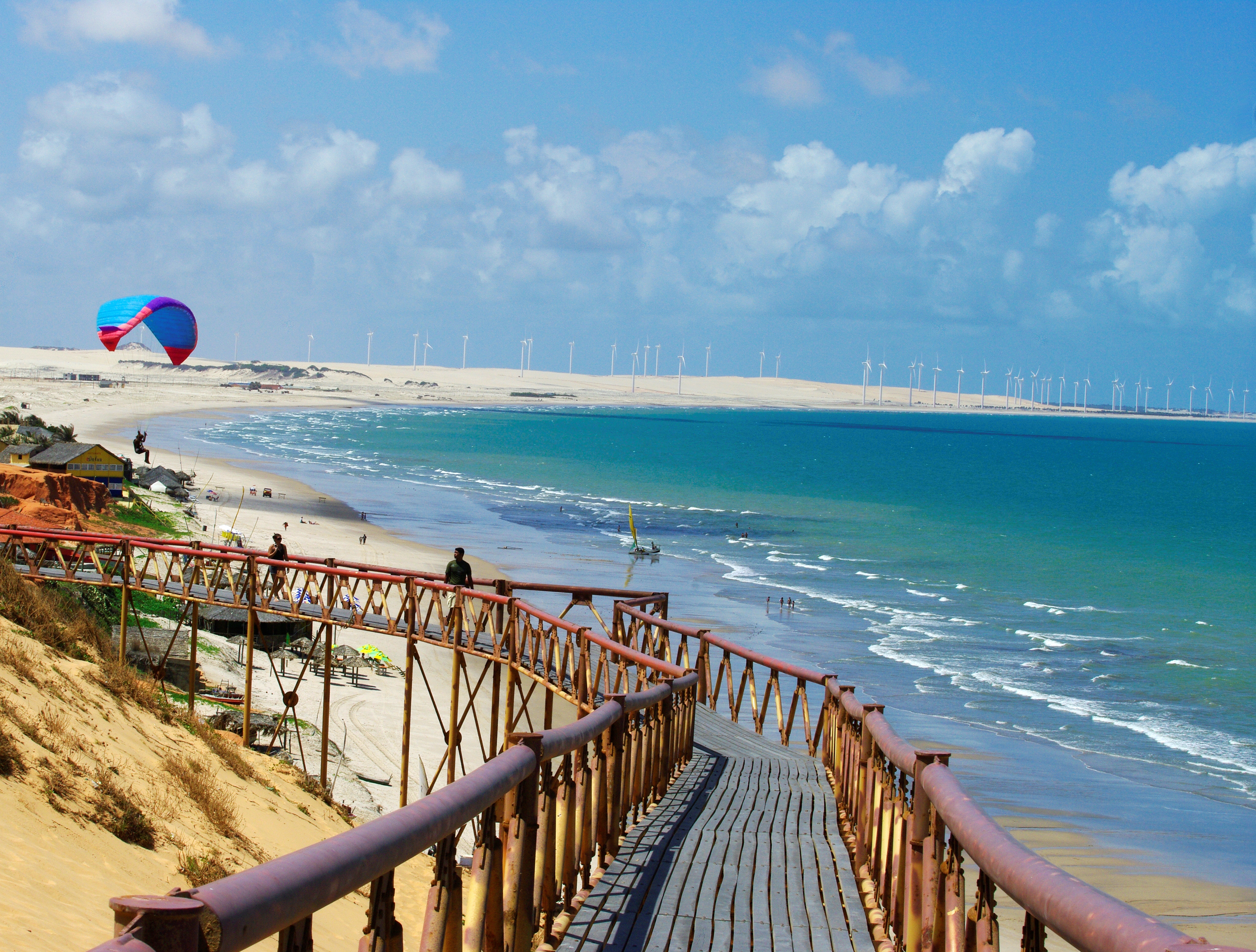
Geradores eólicos na Praia de Canoa Quebrada, em Aracati, Ceará.

Com a abertura permitida pelo novo modelo do setor elétrico brasileiro, a Eletrobras Chesf tem contratos de venda de energia em todos os submercados do Sistema Interligado Nacional (SIN). Suas usinas hidrelétricas são: a Usina Hidrelétrica de Belo Monte (participação de 49% [5.504 MW], aprovada, conclusão: 2019); a Usina Hidrelétrica de Jirau (participação de 20% [690 MW], em construção, conclusão: 2012); a Usina Hidrelétrica de Xingó; a Usina Hidrelétrica Luiz Gonzaga; a Usina Hidrelétrica Paulo Afonso I; a Usina Hidrelétrica Paulo Afonso II; a Usina Hidrelétrica Paulo Afonso III; a Usina Hidrelétrica Paulo Afonso IV; a Usina Hidrelétrica de Sobradinho; a Usina Hidrelétrica Apolônio Sales; e a Usina Hidrelétrica de Boa Esperança.
Na Bahia, está sendo desenvolvido o Gasene, que é um gasoduto que liga o estado do Rio de Janeiro ao da Bahia. O gasoduto começou com dois contratos de fornecimento de gás assinados por meio da distribuidora local Companhia de Gás da Bahia à companhia suíça alimentícia Nestlé. Esse projeto do gasoduto Gasene, quando concluido, promete elevar o estado da Bahia a um alto nível de fornecimento de gás.

### Setor terciário

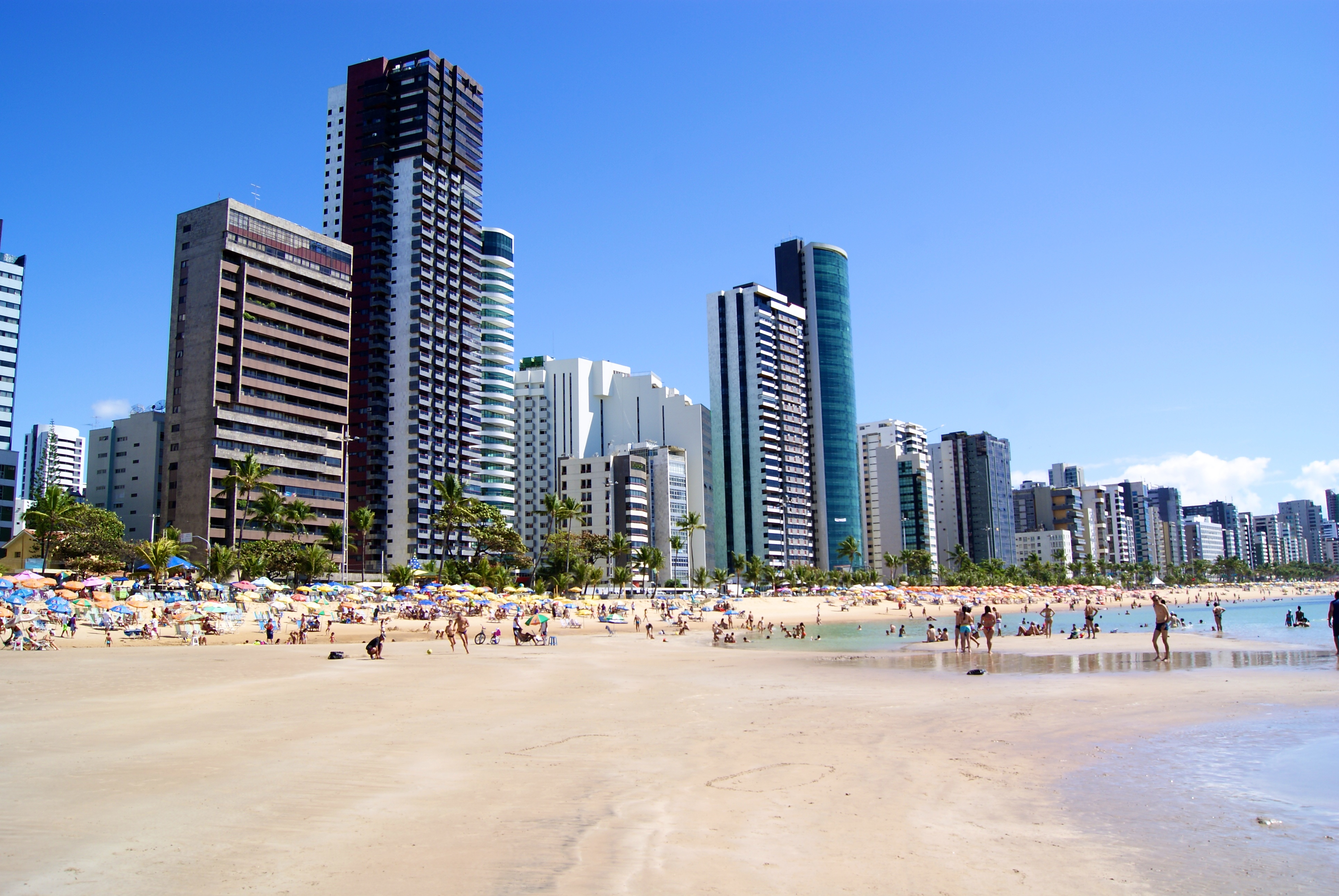
Recife, em Pernambuco, foi eleita por pesquisa encomendada pela MasterCard Worldwide como uma das cidades com economia mais desenvolvida dos mercados emergentes no mundo.

No Nordeste, o setor terciário é um dos que mais crescem nos últimos tempos, tendo destaque principalmente Bahia e Pernambuco.
O RioMar Shopping, no Recife, é o primeiro endereço de alto luxo do Norte-Nordeste, abarcando lojas da Prada, Burberry, Gucci, Dolce & Gabbana, Hugo Boss, Diesel, Daslu, entre outras grifes, todas situadas no segundo andar, que conta apenas com marcas de luxo. O Grupo JCPM, conglomerado sediado na capital pernambucana, é proprietário, entre outros centros comerciais no Nordeste, do Salvador Shopping e do Shopping Recife (dois dos maiores shoppings do país), além do Shopping Villa Lobos em São Paulo.
O Grupo Guararapes Confecções, conglomerado fundado em Pernambuco e sediado no Rio Grande do Norte, é a maior empresa do ramo de confecção de vestuário na América Latina. O grupo é proprietário da cadeia de lojas Riachuelo, do Shopping Midway Mall (um dos maiores centros de compras do país, localizado em Natal) e da Midway financeira.

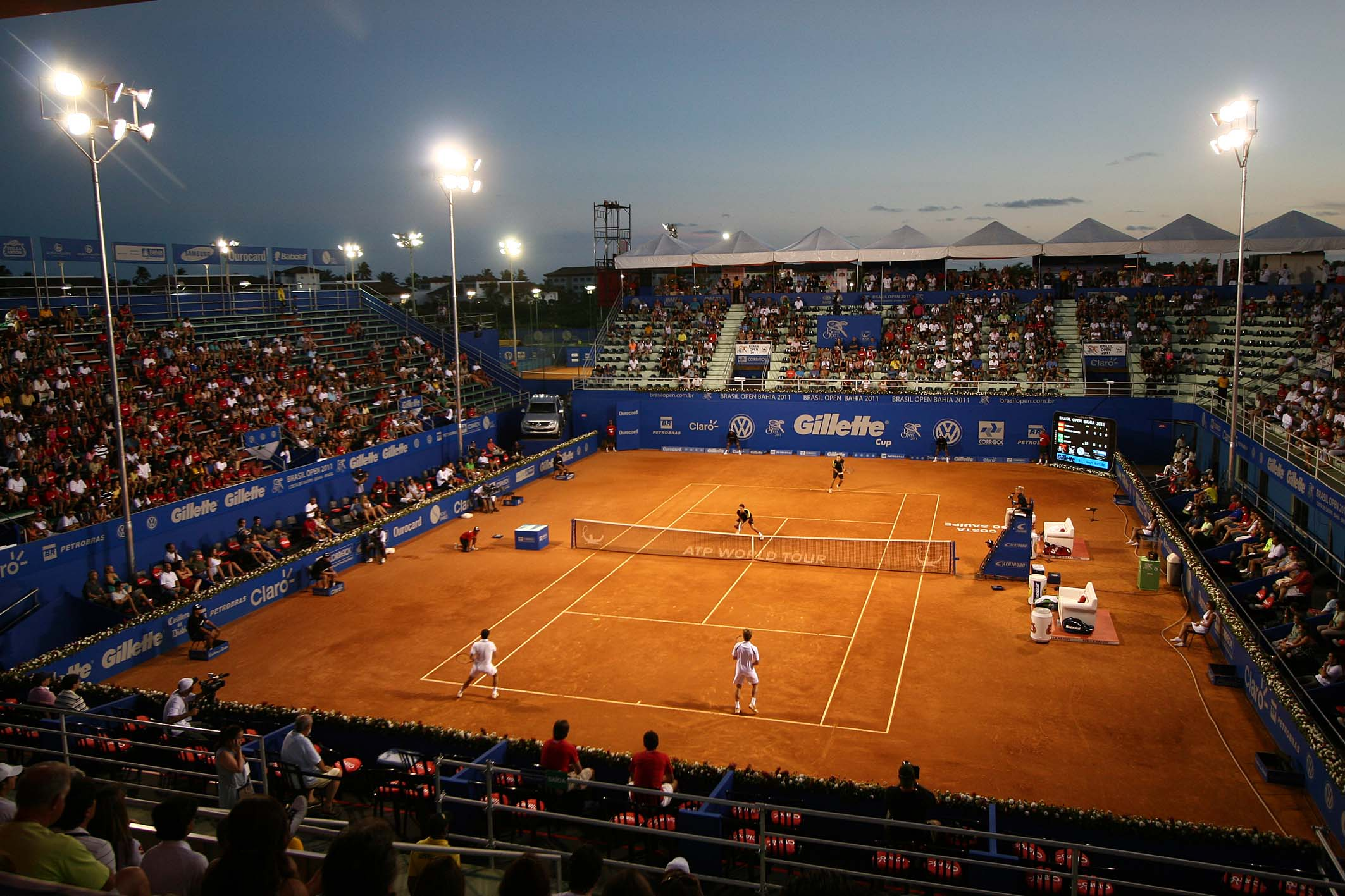
O Brasil Open de Tênis, disputado na Costa do Sauípe, Região Metropolitana de Salvador, é um dos eventos que movimentam o setor de serviços na metrópole baiana.

A Tupan, atacadista distribuidora de materiais de construção fundada em Serra Talhada, no Sertão de Pernambuco, é a maior empresa do ramo no Norte-Nordeste e a quinta maior do Brasil segundo o IBOPE. O grupo atende mais de 12.000 clientes lojistas em todo o Norte-Nordeste, contando com três Centros de Distribuição, localizados em Pernambuco e Alagoas (Serra Talhada, Recife e Maceió), além de sete lojas de varejo sendo: quatro em Serra Talhada, duas em Recife e uma em Maceió. Possui ainda uma frota própria de 130 caminhões, 120 Representantes Comerciais e um efetivo de mais de 1.000 colaboradores.
Recife, em Pernambuco, foi eleita por pesquisa encomendada pela MasterCard Worldwide como uma das 65 cidades com economia mais desenvolvida dos mercados emergentes no mundo. Apenas cinco capitais brasileiras entraram na lista: São Paulo, que foi a cidade brasileira mais bem colocada, na 12ª posição; Rio de Janeiro (36ª posição); Brasília (42ª); Recife (47ª); e por último Curitiba (49ª). Xangai e Pequim, na China, ocuparam as duas primeiras posições. Para compor o índice que elegeu as cidades com economia mais avançada nos mercados emergentes, foram considerados o ambiente econômico e comercial; crescimento e desenvolvimento econômico; ambiente de negócios; ambiente de serviços financeiros, conectividade comercial; conectividade de educação e TI; qualidade de vida urbana; e risco e segurança.
O setor terciário no Nordeste é bem vasto na área de transporte aquaviário e  correio e telecomunicações.

#### Ciência e tecnologia

Instituto Internacional de Neurociências de Natal, maior centro de ciência fora do eixo Rio-São Paulo.

O campo da ciência e tecnologia no Nordeste brasileiro está em pleno processo de crescimento e expansão, desde o final da década de 1990 e continuado na década de 2000. Cidades nordestinas estão recebendo reconhecimento nacional e internacional pelos seus polos, centros e institutos tecnológicos. Um exemplo é Recife, que abriga o Porto Digital, um polo de desenvolvimento de softwares criado em julho de 2000. Ele é reconhecido como o maior parque tecnológico do Brasil em faturamento e número de empresas.

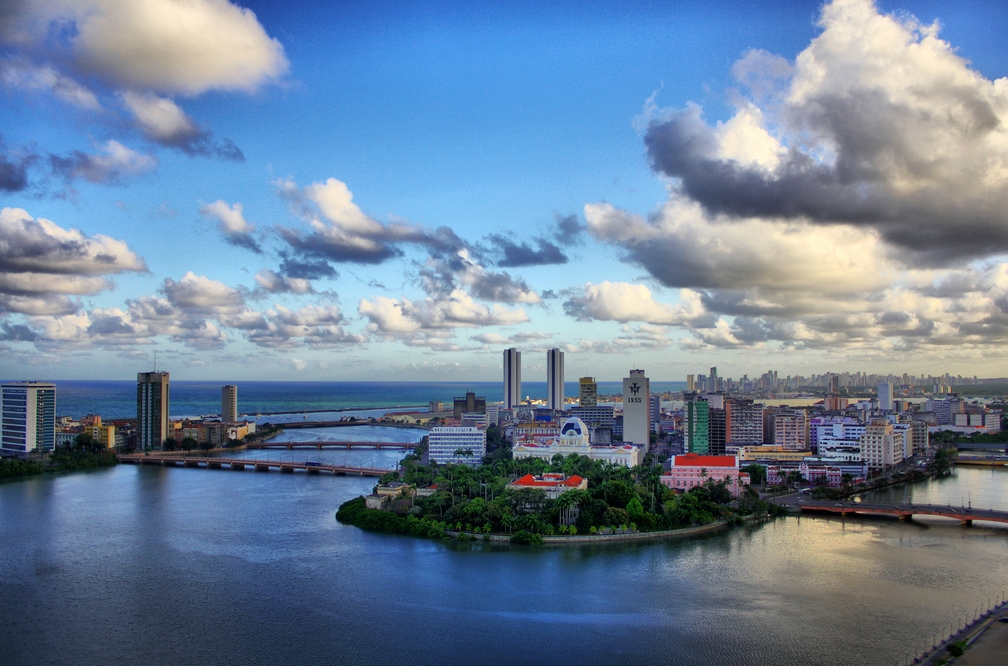
O Porto Digital, no bairro do Recife Antigo, é o maior parque tecnológico do Brasil e referência mundial na produção de softwares. O Centro de Informática da Universidade Federal de Pernambuco (CIn UFPE) fornece mão de obra para o polo, que abriga empresas como Motorola, Borland, Oracle, Sun, Nokia, Ogilvy, IBM e Microsoft.

Já no interior da Paraíba, Campina Grande ganha relevância como uma das nove cidades de destaque no mundo que apresentam um novo modelo de centro tecnológico, a única citada de toda a América Latina na edição de abril de 2001 da revista estadunidense Newsweek. E em outro estudo, ela aparece ao lado da cidade de São Paulo, as únicas latino-americanas, na área inovação tecnológica mundial. Todo esse destaque tecnológico de Campina Grande é resultado da formação de uma sólida base acadêmica, iniciada ainda na década de 1960, quando a atual Universidade Federal de Campina Grande (UFCG), então Escola Politécnica, adquiriu um dos cinco primeiros computadores em universidades do país (primeiro do Norte-Nordeste), dando origem aos atuais cursos de graduação e pós-graduação nas áreas de engenharia elétrica e computação.
Outra iniciativa notória é o Instituto Internacional de Neurociências de Natal, inaugurado em 2006 na capital potiguar e idealizado pelo neurocientista Miguel Nicolelis (considerado um dos 20 mais importantes neurocientistas em atividade no mundo). Foi criado para descentralizar a pesquisa nacional, atualmente restrita às regiões Sudeste e Sul do Brasil.
Ratificando o processo de descentralização da pesquisa da ciência e da tecnologia, em Salvador, no dia 17 de julho de 2009, após um ano de construção e um investimento de 30 milhões de reais, foi inaugurado o primeiro centro de biotecnologia localizado nas regiões Norte e Nordeste: o Centro de Biotecnologia e Terapia Celular do Hospital São Rafael (CBTC), o mais moderno e avançado centro de estudos de células-tronco da América Latina. Além disso, em 2010 foi inaugurado o chamado "Campus do Cérebro" em Macaíba no estado do Rio Grande do Norte, que é um centro de pesquisa e desenvolvimento da neurociência e que conta com um projeto de inclusão social, bem como a parte científica. Outros projetos são a Cidade da Ciência e a Metrópole Digital, também no Rio Grande do Norte.

#### Turismo

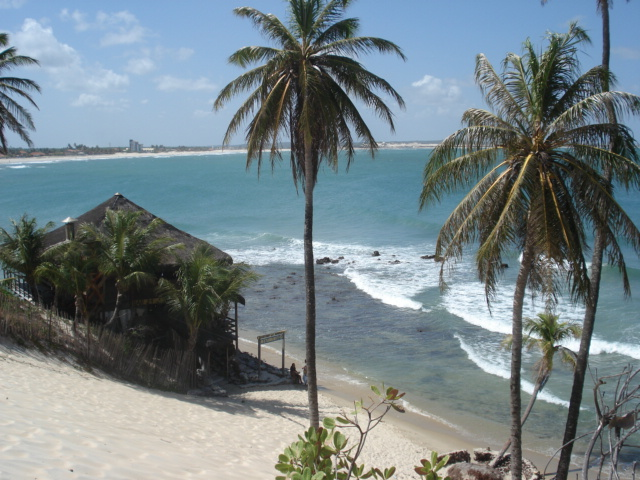
Genipabu, na Região Metropolitana de Natal, Rio Grande do Norte, é famosa internacionalmente por suas dunas, pelos passeios de buggies e de camelos árabes e por sua boa infraestrutura hoteleira.

O litoral é o principal atrativo da região. Milhões de turistas desembarcam nos aeroportos nordestinos. Há alguns anos os estados vêm investindo intensamente na melhora da infraestrutura, criação de novos polos turísticos, e alguns no desenvolvimento do ecoturismo.
Segundo a pesquisa "Hábitos de Consumo do Turismo Brasileiro 2009", realizada pelo Vox Populi em novembro de 2009, a Bahia é o destino turístico preferido dos brasileiros, já que 21,4% dos turistas optaram pelo estado. Pernambuco, com 11,9%, e São Paulo, com 10,9%, estão, respectivamente, em segundo e terceiro lugares nas categorias pesquisadas.

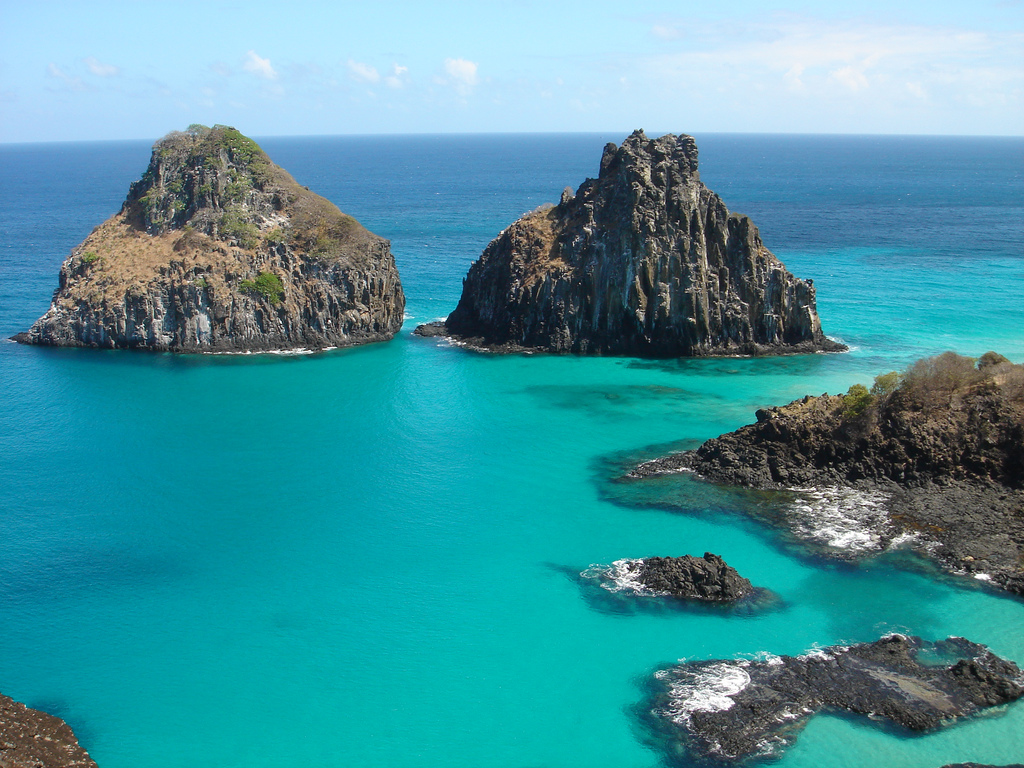
Fernando de Noronha em Pernambuco, declarado Patrimônio Natural da Humanidade pela UNESCO.

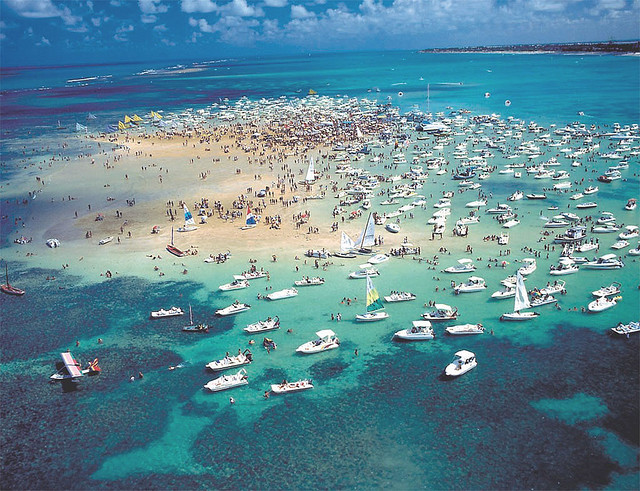
Cabedelo, na Região Metropolitana de João Pessoa, Paraíba, é uma das principais atrações do Nordeste.

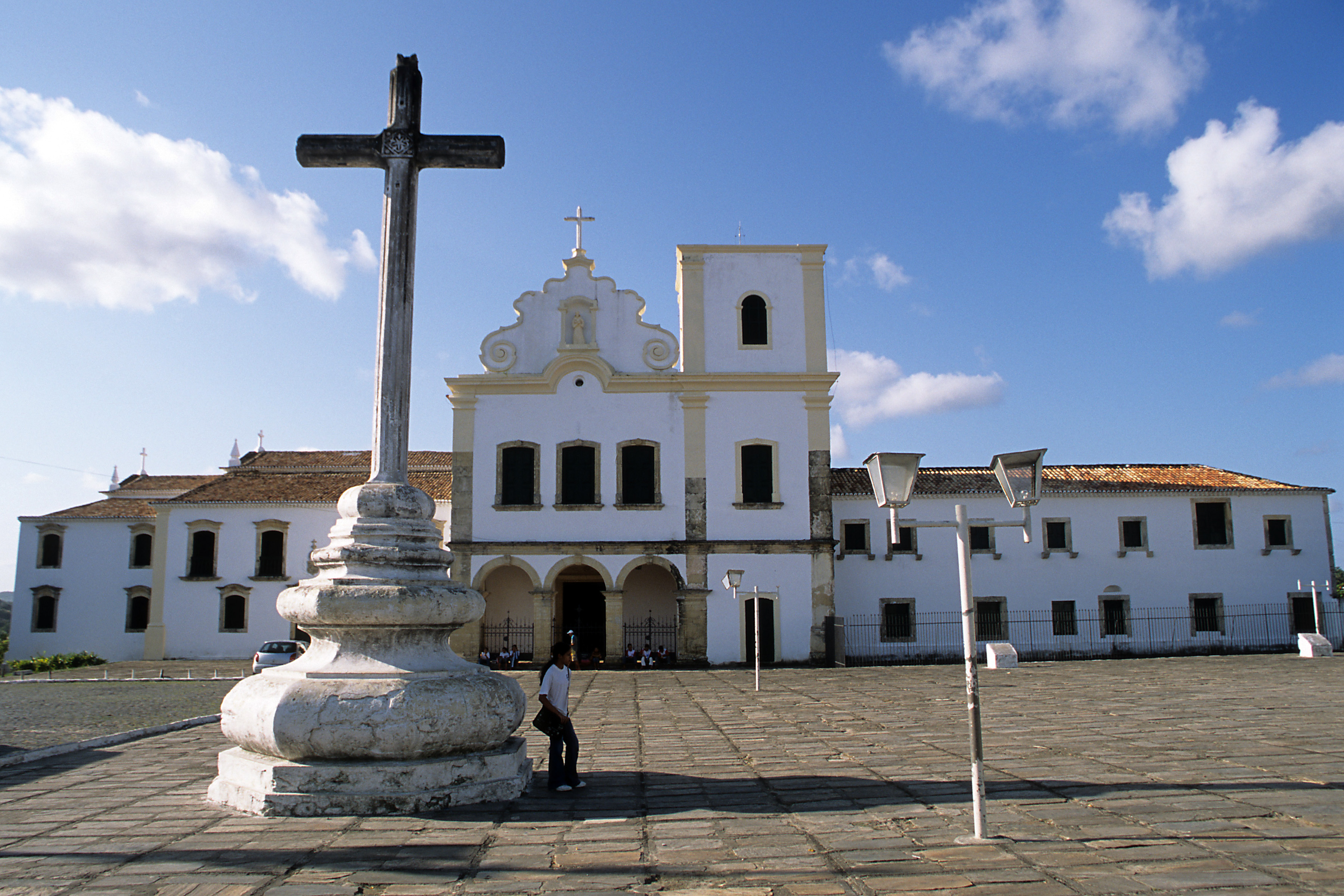
Praça de São Francisco em São Cristóvão, Sergipe, declarada Patrimônio Cultural da Humanidade pela UNESCO.

Entre as praias mais procuradas do Nordeste estão: Arraial d'Ajuda e Morro de São Paulo, na Bahia; Atalaia e Pirambu, em Sergipe; Pajuçara e Maragogi, em Alagoas; Porto de Galinhas e Itamaracá, em Pernambuco; Cabedelo e Tambaba, na Paraíba; Genipabu e Pipa, no Rio Grande do Norte; Jericoacoara e Canoa Quebrada, no Ceará; Coqueiro e Pedra do Sal, no Piauí; e Curupu e Atins, no Maranhão.
O arquipélago de Fernando de Noronha está ganhando destaque nacional e mundial. Pelas ilhas é possível avistar os golfinhos saltadores. Outro lugar de destaque é o Parque Nacional dos Lençóis Maranhenses, um complexo de dunas, rios, lagoas e manguezais. Na Bahia, encontram-se a Costa do Sauípe, maior complexo turístico do Brasil, e o Arquipélago dos Abrolhos, que possui excelente área para mergulho autônomo e livre além de atrações como a temporada das baleias jubarte, que se inicia no mês de julho. No Piauí, encontram-se os parques nacionais Sete Cidades, Serra das Confusões e da Serra da Capivara com formação rochosa e pinturas rupestres; além de seu litoral possuir o Delta do Parnaíba.  Outros destaques são o maior cajueiro do mundo e o Forte dos Reis Magos, ambos no Rio Grande do Norte.
O ecoturismo ainda é pouco explorado no Nordeste, mas tem grande potencialidade. Ainda assim, dentre os dez principais destinos ecoturísticos brasileiros, aparecem quatro paisagens localizadas na região Nordeste do Brasil, onde é possível escolher entre ilhas (Arquipélago de Fernando de Noronha em Pernambuco), dunas (Lençóis Maranhenses no Maranhão), mata atlântica em alta altitude (Chapada Diamantina na Bahia) e arqueologia na caatinga (Parque Nacional da Serra da Capivara no Piauí).
A cultura da região é, também, um grande atrativo para o turista, já que todos os estados têm seus próprios folguedos e tradições. No turismo histórico, as cidades de João Pessoa na Paraíba, Penedo em Alagoas, Recife/Olinda em Pernambuco, São Cristóvão em Sergipe, São Luís no Maranhão e Salvador na Bahia se destacam. As quatro últimas possuem sítios históricos declarados patrimônios culturais da humanidade pela UNESCO.
O turismo religioso vem crescendo na região, destacando-se os municípios de Juazeiro do Norte e Canindé, ambos no Ceará; e Bom Jesus da Lapa na Bahia. Também merece destaque o município de Santa Cruz no Rio Grande do Norte, com a estátua do Alto de Santa Rita de Cássia, que é a maior estátua da América. Outra cidade que tem se destacado é São José de Ribamar, no Maranhão, que no mês de setembro reúne grande quantidade de fiéis dos estados nordestinos e do Estado do Pará. Há inclusive uma grande estátua de São José, que pode ser acessada por visitantes, que possui uma vista para o mar.

## Infraestrutura

### Transporte

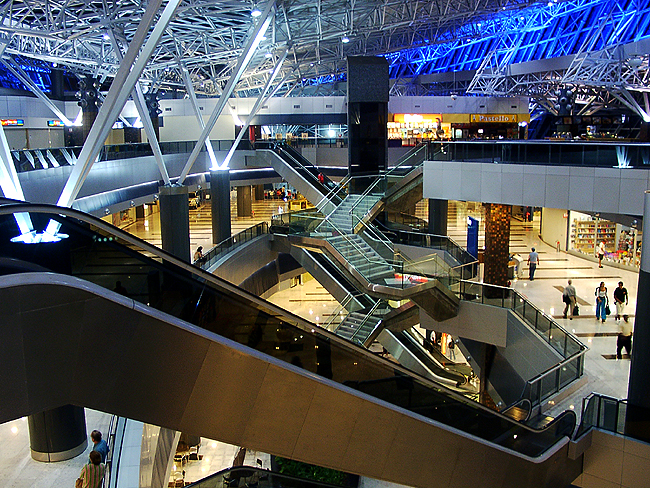
O Aeroporto Internacional do Recife é o maior e mais moderno aeroporto do Norte-Nordeste do Brasil e um dos cinco melhores do mundo.

A malha viária da região tem 394.700 km de rodovias. As principais vias de escoamento e transporte rodoviário são a BR-116 e a BR-101.
Seu sistema ferroviário ainda é precário, porém estão em curso obras como a Ferrovia Transnordestina, que ligará o Porto de Suape, na Região Metropolitana do Recife, ao Porto de Pecém, na Região Metropolitana de Fortaleza, cruzando praticamente todo o território de Pernambuco e Ceará e ligando esses dois estados ao estado do Piauí, e permitirá o escoamento da produção agrícola do sudoeste do Piauí e do Vale do São Francisco e a produção do pólo gesseiro de Araripina a um menor custo, o que tornará os preços mais competitivos; e a Ferrovia Oeste-Leste, que ligará a cidade de Figueirópolis no Tocantins ao Porto Sul em Ilhéus na Bahia e permitirá o escoamento de soja dos estados de Mato Grosso, Goiás e Tocantins e do oeste da Bahia bem como minério de ferro, urânio, cacau e celulose do sul da Bahia.

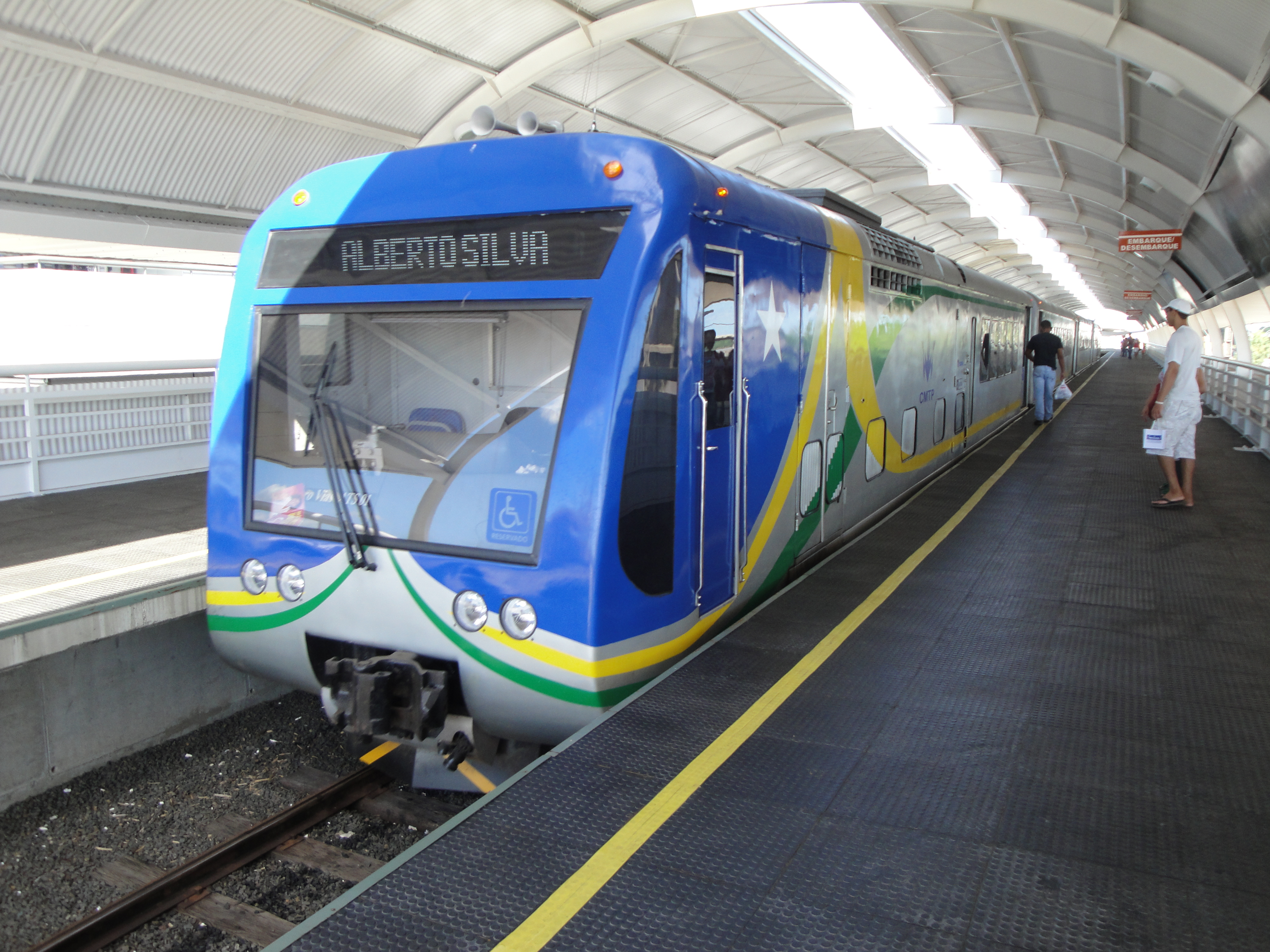
Metrô de Teresina.

Suas cidades mais importantes dispõem de adequada estrutura aeroportuária, sendo os aeroportos de Recife, Salvador e Fortaleza os maiores. Os principais aeroportos do Nordeste recebem milhões de turistas anualmente e mantêm voos regulares para as principais cidades da Europa e Estados Unidos. O Aeroporto Internacional do Recife figura entre os cinco melhores aeroportos do mundo. Em São Gonçalo do Amarante foi construído o Aeroporto Internacional de Natal.
Atualmente, apenas Recife Teresina e Salvador dispõem de sistema de metrô. Os metrôs de Fortaleza já está em construção e deve entrar em operação nos próximos anos. Há também projetos de metrô de superfície (VLT) em estudo para serem implantados em Natal  e João Pessoa. O de Maceió já está em operação. Outros projetos fora das capitais são os VLT do Cariri em Juazeiro do Norte e o de Arapiraca.

## Cultura

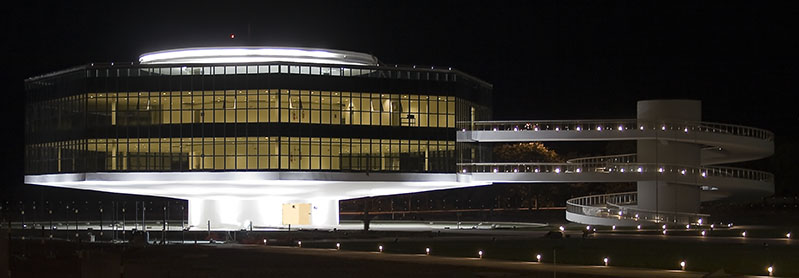
Estação Cabo Branco, em João Pessoa.

Tendo em vista que foi a primeira região efetivamente colonizada no Brasil, ainda no século XVI, que aí encontraram as populações nativas de portugueses, que foram acompanhados por africanos trazidos como escravos. A cultura regional é bastante particular e típica, apesar de extremamente variada. Sua base é luso-brasileira, com grandes influências africanas, em especial na costa dePernambuco à Bahia, holandeses e ameríndias, em especial no sertão semiárido.
Em João Pessoa encontra-se um grande projeto arquitetônico projetado pelo Arquiteto Oscar Niemeyer. Trata-se da Estação Cabo Branco de Ciência, Cultura e Artes, onde semanalmente acontecem exposições de projetos de artes, cultura e tecnologia desenvolvidos na região.

### Festas populares

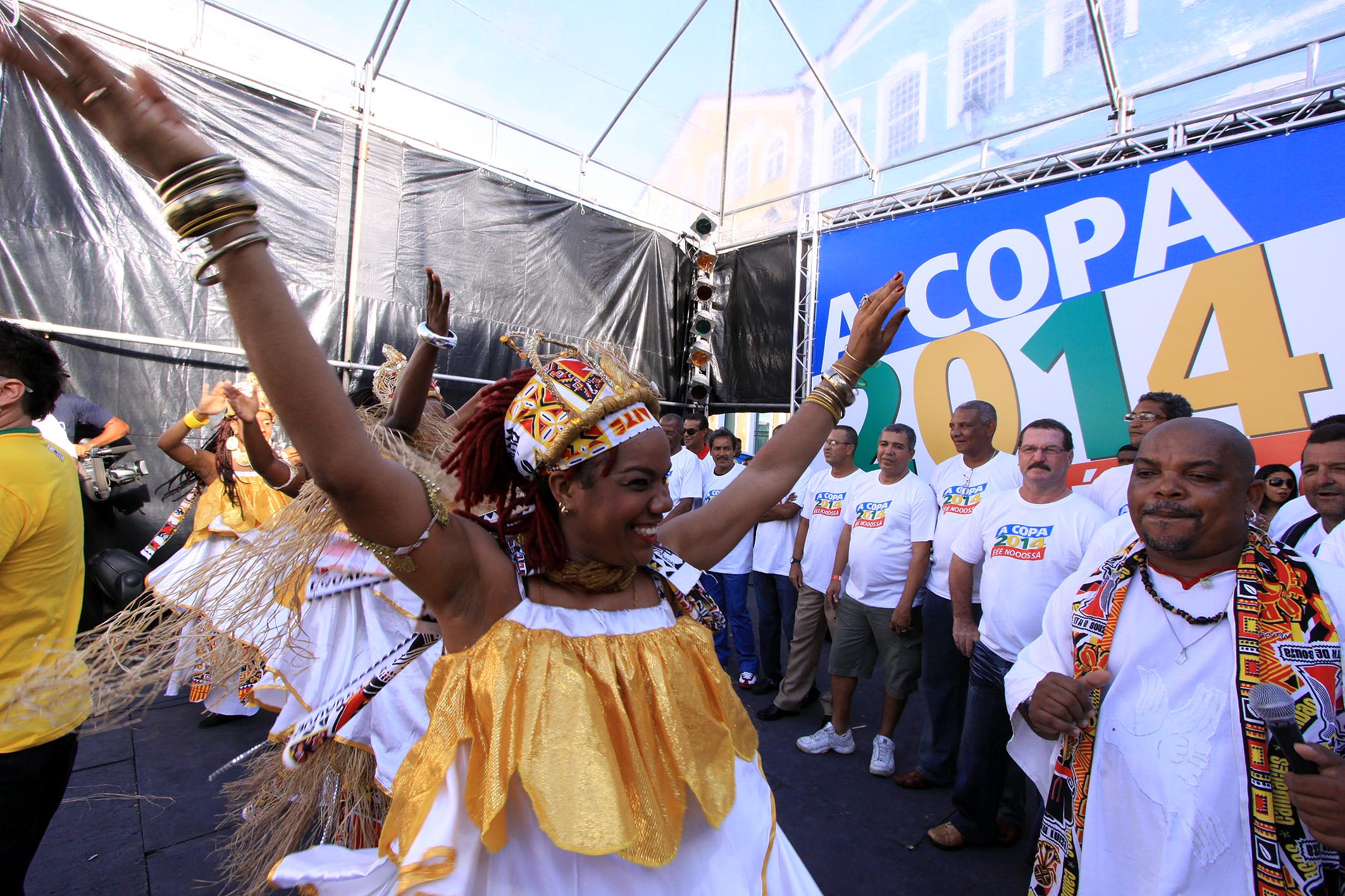
Bloco-Afro Ilê Aiyê em Salvador.

A região é ricamente composta por muitas festas populares, com destaque para o carnaval de Salvador e de Recife/Olinda, o Cavalo Piancó no Piauí, e as grandes festas juninas. Como em todo o Brasil, as manifestações mais comuns envolvem música e dança, dominado pelos ritmos do axé na Bahia e pelo frevo e maracatu em Pernambuco.
Além das festas de época, existem grandes eventos denominados micaretas (carnaval fora de época), com grande destaque para o "Carnatal" em Natal; o "Fortal" em Fortaleza; o "Pré-Caju" em Aracaju; a "Micareta de Feira" em Feira de Santana; a "Lavagem do Kimarrei" em Barreiras; a "Micarande" em Campina Grande; e o "Carnamontes" em Montes Claros.

### Humor
O Ceará se sobressai no humor. Além de Chico Anysio, nasceram no estado Tom Cavalcante, Renato Aragão e Adamastor Pitaco, entre outros. Além dos cearenses destacam-se, dentre muitos, os paraibanos Shaolin e Zé Lezin, os norte-rio-grandenses Mução e Espanta, além da dupla Dirceu Andrade & Amaury Jucá e João Cláudio Moreno do Piauí.

## Cidades mais populosas por estado

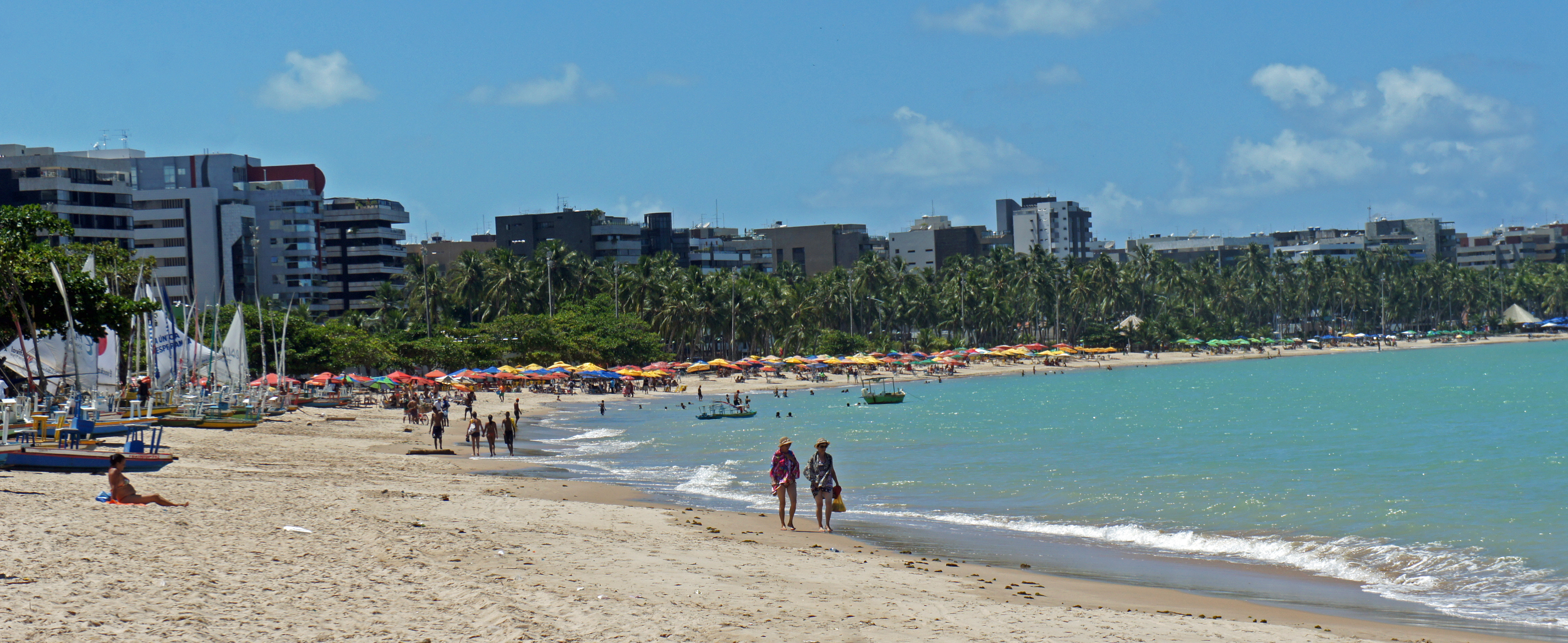
Maceió.

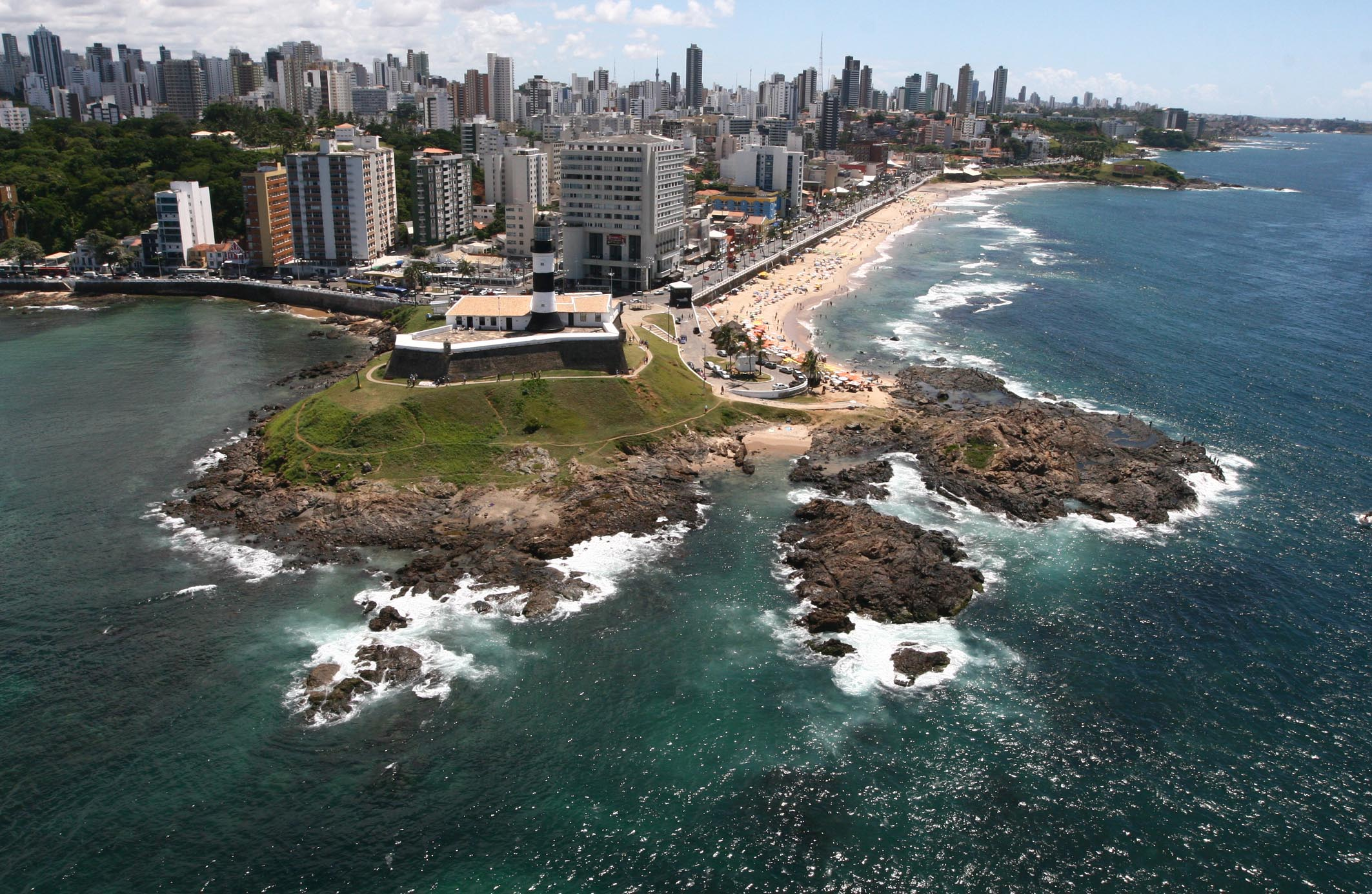
Salvador.

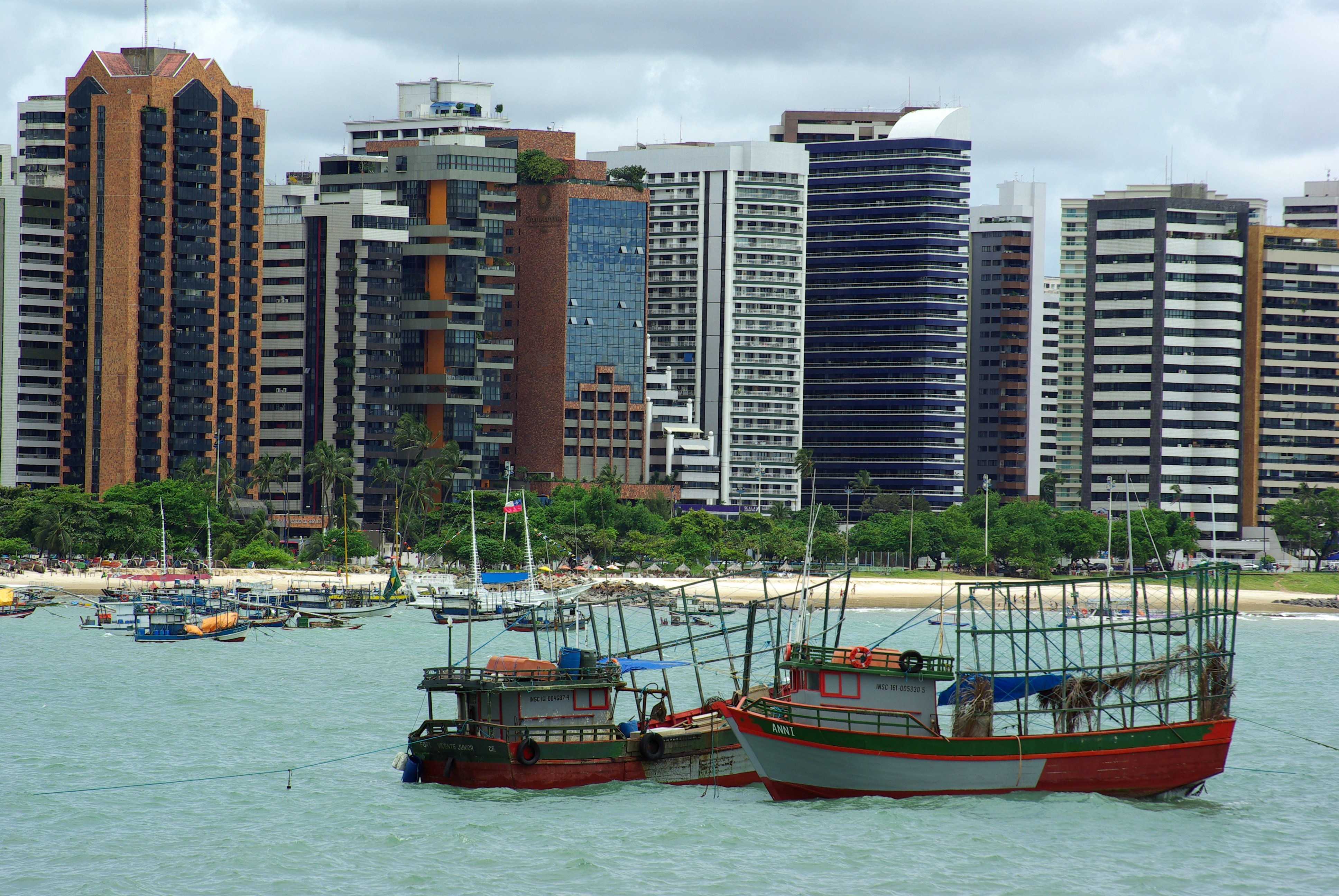
Fortaleza.

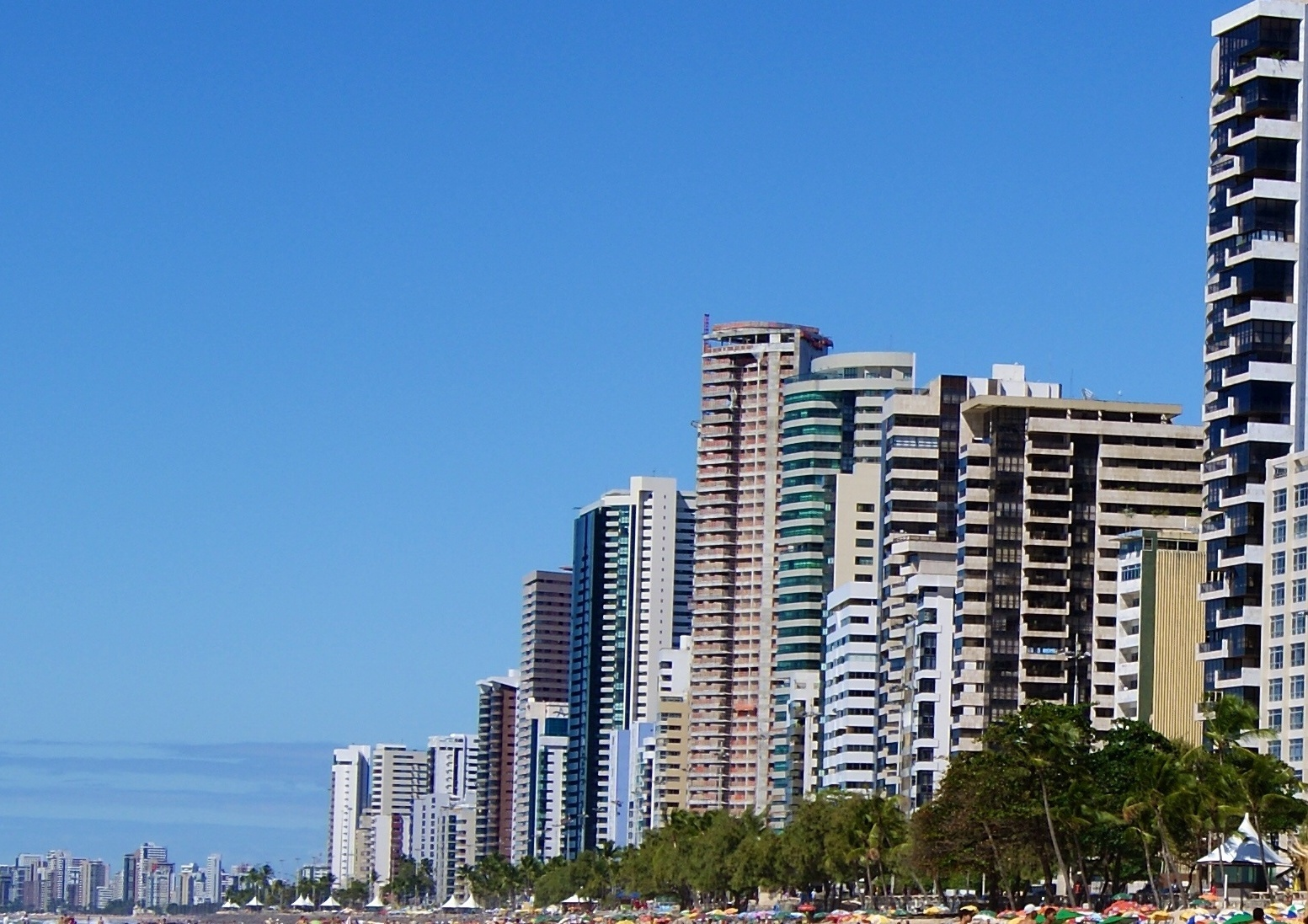
Recife.

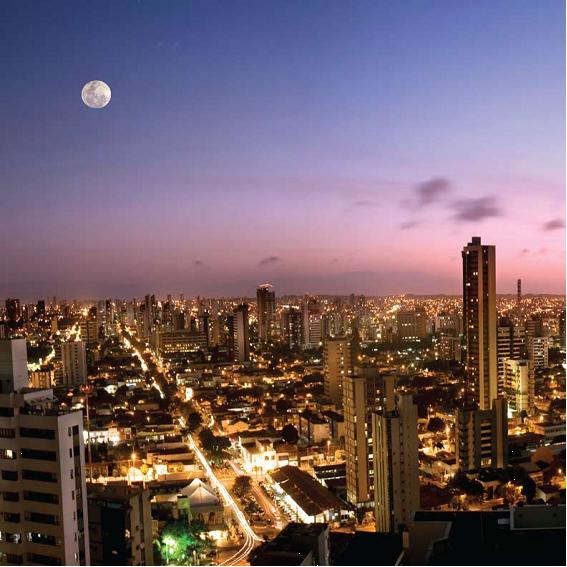
Natal.

Dados atualizados conforme contagem da população realizada pelo IBGE em 2016.
Somente cidades com mais de 100.000 habitantes (exceção de Minas Gerais)
- Alagoas
  - Maceió - população:  1.013.773  habitantes
  - Arapiraca - população:  232.671 habitantes

- Bahia
  - Salvador - população: 2.938.092 habitantes
  - Feira de Santana - população: 622.639 habitantes
  - Vitória da Conquista - população: 346.069 habitantes
  - Camaçari - população: 292 074 habitantes
  - Itabuna - população: 220.386 habitantes
  - Juazeiro - população: 220.253 habitantes
  - Lauro de Freitas - população:  194.641 habitantes
  - Ilhéus - população: 178.210 habitantes
  - Jequié - população: 161.880 habitantes
  - Teixeira de Freitas - população: 159.813 habitantes
  - Barreiras - população: 155.519 habitantes
  - Alagoinhas - população: 155.362 habitantes
  - Porto Seguro - população: 147.444 habitantes
  - Simões Filho - população: 136.674 habitantes
  - Paulo Afonso - população: 119.930 habitantes
  - Eunápolis - população: 114.275 habitantes

- Ceará
  - Fortaleza - população: 2.609.716 habitantes
  - Caucaia - população: 358.164  habitantes
  - Juazeiro do Norte - população: 268.248 habitantes
  - Maracanaú - população:  268.248 habitantes
  - Sobral - população: 203.682 habitantes
  - Crato - população: 129.662 habitantes
  - Itapipoca - população: 129.662 habitantes
  - Maranguape - população: 125.058 habitantes
  - Iguatu - população: 102.013 habitantes

- Maranhão (Metade Leste)
  - São Luís - população: 1.053.919 habitantes
  - São José de Ribamar - população: 162.925 habitantes
  - Timon - população: 161.721 habitantes
  - Caxias - população: 155.129 habitantes
  - Codó - população: 118.072 habitantes
  - Paço do Lumiar - população: 104.881 habitantes
  - Açailândia - população: 104.013 habitantes
  - Bacabal - população: 101.738 habitantes

- Minas Gerais (Mesorregiões Norte de Minas e Vale do Jequitinhonha)
  - Montes Claros - população: 385.898 habitantes
  - Janaúba - população: 66.803 habitantes
  - Januária - população: 65.464 habitantes
  - Pirapora - população: 53.379 habitantes
  - Diamantina - população: 46.212 habitantes
  - Almenara - população: 36.907 habitantes

- Paraíba
  - João Pessoa - população: 723.514 habitantes
  - Campina Grande - população: 385.276 habitantes
  - Santa Rita - população: 120.333 habitantes
  - Patos - população: 100.695 habitantes

- Pernambuco
  - Recife - população: 1.645.727 habitantes
  - Jaboatão dos Guararapes - população: 702.298 habitantes
  - Olinda - população: 392.482 habitantes
  - Caruaru - população: 361.118 habitantes
  - Petrolina - população: 349.145 habitantes
  - Paulista - população: 331.774 habitantes
  - Cabo de Santo Agostinho 207.048 habitantes
  - Camaragibe - população: 157.828 habitantes
  - Garanhuns - 139.788  habitantes
  - Vitória de Santo Antão - 138.757 habitantes
  - Igarassu - 117.019 habitantes
  - São Lourenço da Mata - 113.230 habitantes
  - Santa Cruz do Capibaribe - 107.937 habitantes

- Piauí
  - Teresina - população: 814.439 habitantes
  - Parnaíba - populaçao : 145.729 habitantes

- Rio Grande do Norte
  - Natal - população: 803.811 habitantes
  - Mossoró - população: 259.886 habitantes
  - Parnamirim - população: 202.413 habitantes

- Sergipe
  - Aracaju - população: 570.937 habitantes
  - Nossa Senhora do Socorro - população: 160.829 habitantes

Recife é sede da maior Região Metropolitana da Região geoeconômica Nordeste do Brasil e quinta maior do Brasil. Fortaleza e Salvador são, respectivamente, a quarta e a quinta maior cidade do Brasil.